# Gertrud Franck-féle biokertészkedés

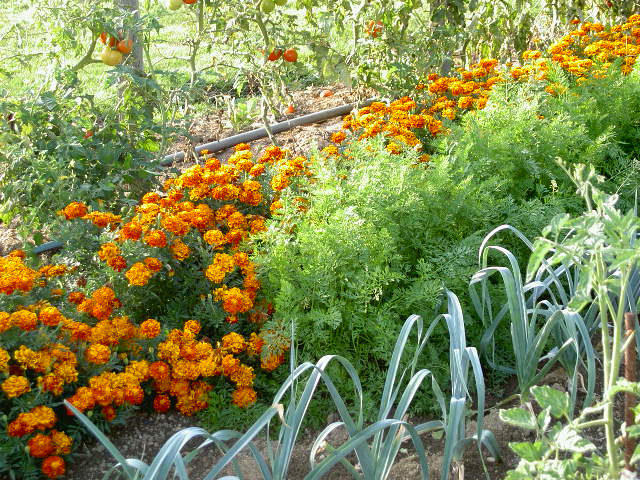
Vegyeskultúrás sorok: paradicsom, bársonyvirág, sárgarépa, hagyma.

A Gertrud Franck-féle biokertészkedés olyan egysoros művelésű vegyeskultúrás rendszer, amely Gertrud Franck német gazdálkodó, kertész megfigyelésein és tapasztalatain alapul, a természetet tekinti példának, ezért a kártevő- és kórokozómentes termést helyes növénytársításokkal és újrahasznosító talajápolással kívánja elérni.

## Gertrud Franck
Gertrud Franck 1905-ben született Németországban. Házassága révén lett gazdálkodóvá, miután 1935-ben feleségül ment Hannfried Franckhoz, egy nagy vetőmag-kereskedés vezetőjéhez. Egy 1 hektárnyi, használaton kívüli sertéslegelőn kezdte el a gazdálkodást, a célja egy olyan önfenntartó kert kialakítása volt, amelynek tervét követve a vidéki nők bőséges és egészséges termést tudnak biztosítani a családjuknak ‒ Gertrud Francknak magának is hat gyermeke volt. A Föld és Egészség Társaság (Gesellschaft Boden und Gesundheit) elnöke, Wolfgang von Haller volt az első, aki felismerte a megfigyelések jelentőségét. 1957 és 1965 között Gertrud Franck cikksorozatot tett közzé a társaság hírlevelében, majd 1965-ben az Egészséges kert vegyeskultúra által (Gesunder Garten durch Mischkultur) című brosúrában foglalta össze eredményeit, ezt a brosúrát ‒ egy rajzzal illusztrált telepítési tervvel együtt ‒ összesen kilencszer adták ki, mintegy 55 000 példányban. A döntő áttörést az 1980-ban megjelent könyve jelentette, az Egészséges kert vegyeskultúra által. Zöldségek, fűszernövények, gyümölcsök és virágok (Gesunder Garten durch Mischkultur. Gemüse, Kräuter, Obst und Blumen) című munkáját férje fotói illusztrálták, aki a legelejétől dokumentálta a kísérletet. A munkát összesen kilencszer adták ki, legutoljára 2019-ben. Gertrud Franck a 80-as évek végéig folytatta a gazdálkodást és számos előadást tartott Németországban és külföldön, végül 1996-ban hunyt el.

### Németül megjelent művei
- Gesundheit durch Mischkultur. Boden und Gesundheit. Langenburg. 1965. (első kiadás)
- Gesunder Garten durch Mischkultur. Gemüse, Kräuter, Obst und Blumen. Südwest Verlag. München. 1980. ISBN 3-517-00720-X (első kiadás)
- Blühender Wildgarten. Ertragreicher Nutzgarten. Südwest Verlag. München 1985. ISBN 3-517-00859-1

### Magyarul megjelent művei
- Öngyógyító kiskert. Mezőgazdasági Kiadó. Budapest. 1983. ISBN 963-234-547-9. (első kiadás)
- Növénytársítás az öngyógyító veteményesben. Mezőgazdasági Kiadó-Planétás Vgmk. 1985. ISBN 963-232-076-X

## Alapelvei
- Talajvédelem: A módszer talajvédelmének lényege, hogy a sorokba vetett vegyeskultúra növénytömege – a természethez hasonlóan – nem hagy takaratlan talajfelületet. A haszonnövényeknek csak a fogyasztásra szánt része kerül betakarításra, a zöld tömeg nagy része a helyén marad, az elszáradt és elfagyott növényi részek a szárazság és a fagy ellen védik a talajt, védi a talajéletet, és komposzt formájában tápanyagokat is nyújt. A talajvédelmi eljárások egész évben egy humuszban gazdag talajréteget tartanak fenn.
- Állatvédelem: Egyik – amúgy kártevőnek tartott – élőlényt sem tekinti a kert ellenségének, ezért nem is irtja őket. A rendszer elve szerint a kert növény- és állatvilága, mikroflórája és -faunája önmaga gondoskodik belső egyensúlyáról, ami a magasabb rendű növények fejlődéséhez szükséges. A megjelenő vagy túlszaporodó kártevők fontos jelzői a megbomlott harmóniának, és mint ilyen, fontos szolgálatot tesznek a kertésznek.
- Vízvédelem:  Ez a vegyeskultúra igyekszik a lehető legtöbb vizet tartalékolni, elsősorban a kiterjedt talajtakarásnak köszönhetően.
- Növénytársítás: A növényeket úgy helyezi egymás mellé, hogy a szomszédos növények egymásra előnyös hatást fejtsenek ki, egymás kártevőit és kórokozóit kölcsönösen riasszák. A növények nemcsak a talajszint felett támogatják egymást, de a talajban is egymás növekedését serkentik. Ha más-más anyagokat hasznosítanak, jól kiegészítik egymást, bizonyos növényfajok visszapótolják azokat a tápanyagokat, amelyekre a másiknak szüksége van, mások gyökérzete fajspecifikus baktériumoknak nyújt otthont. A talajban hagyott gyökérrészek a talajban komposztálódnak.

## A kert kialakítása

### Előkészítés
Első lépésként a kijelölt területet teljes egészét ötven centiméteres távolságú spenótsorokkal vetjük be. A gyorsan növő spenót gyökérzete átszövi a talajt és megakadályozza a talajeróziót, a levelek pedig védelmet és árnyékot adnak. Később a spenótot horolókapával kivágjuk, és a helyén hagyjuk, az így kialakított levélszőnyegen lesznek a sorok közötti utak, a vetést tulajdonképpen a korábbi spenótvetemény közé vetjük. A spenót elhaló levelei folyamatosan takarják a talajt, tápanyagot nyújtanak az élőlényeknek, és megakadályozza a járás miatti talajtömörödést, A gyökerek tovább aktívak maradnak, szaponinokat és nyálkaanyagokat biztosítanak a földnek.

### Vetésterv

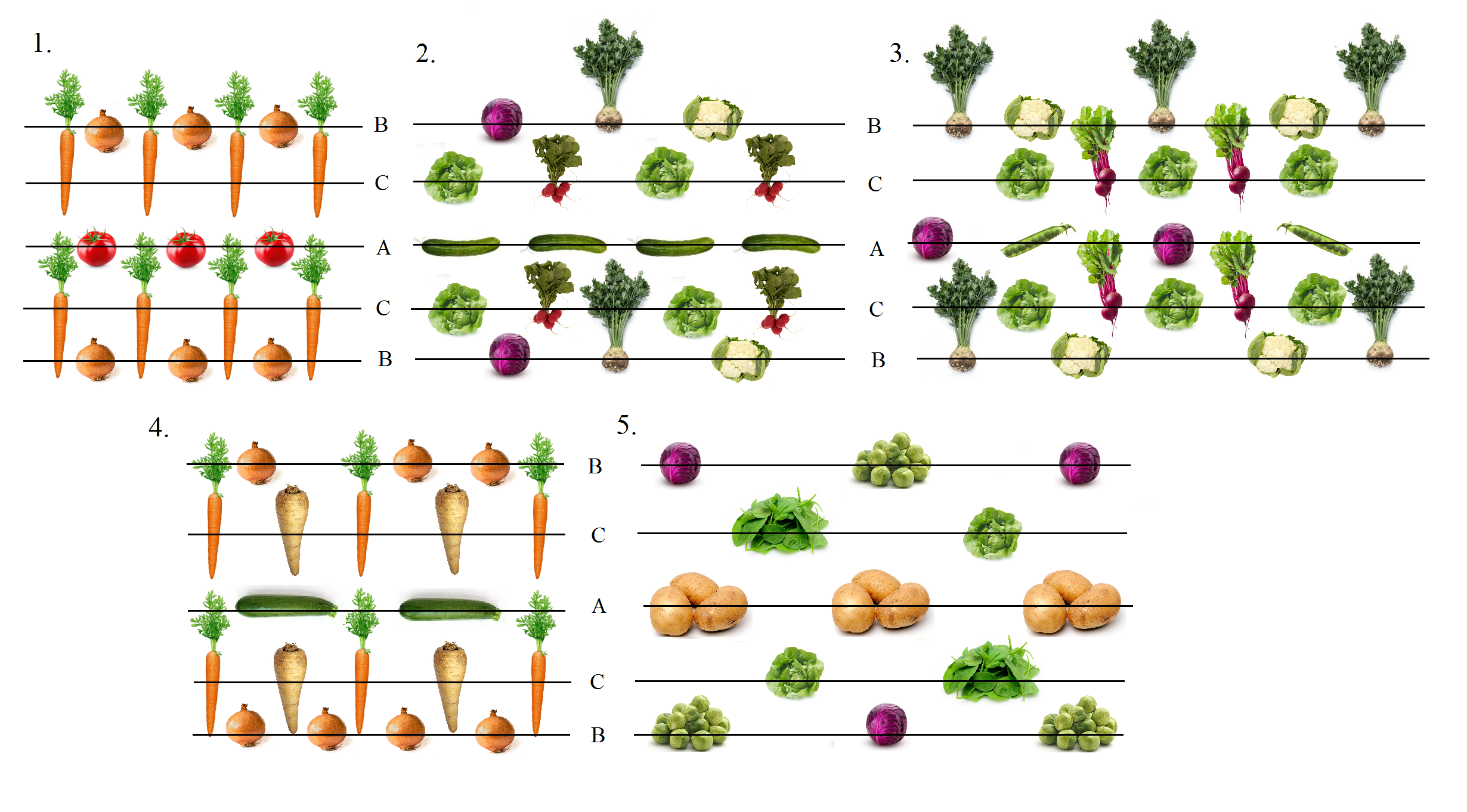
Vetési tervek:
1. példa: B-sor: hagyma; C-sor: sárgarépa; A-sor: paradicsom
2. példa: B-sor: káposzta – zeller – karfiol; C-sor: fejes saláta – hónapos retek; A-sor: uborka
3. példa: B-sor: zeller – karfiol; C-sor: fejes saláta – cékla; A-sor: káposzta – borsó
4. példa: B-sor: hagyma; C-sor: sárgarépa – pasztinák; A-sor: cukkini
5. példa: B-sor: káposzta – kelbimbó; C-sor: spenót – fejes saláta; A-sor: burgonya

A vetéshez a növények három csoportját állapítjuk meg fizikai tulajdonságai és tenyészideje alapján. A csoportok szolgálnak a vetési sorok alapjául.
- A-sor: Ide kerül a főkultúra, ezek elé a hosszú tenyészidejű növények elé, csak gyorsan növő előveteményeket ültetünk, mivel májustól az első fagyokig ezek a növények elfoglalják ezeket a sorokat. A fősorok egymástól 2 m távolságra vannak. Olyan növények kerülnek ide, amelyek jellemzően magasra növők vagy szétterülők, mint: paradicsom, karósbab, uborka, kései káposzta, burgonya, cukkini, korai borsó, tök.
- B-sor: két fősor között félúton, tehát 1 m távolságra kerülnek a közepes tenyészidejű növények, amelyek a vegetációs időszak első vagy második felében foglalják el a sort. Ezt a sort tehát kétszer takarítjuk be. Ide kerülnek: póréhagyma, hagyma, feketegyökér, karfiol, zeller, bokorbab, korai káposzta, cékla, borsó, pasztinák, mángold.
- C-sor: az A- és a B-sorok közé, azoktól 50 cm távolságra kerülnek az olyan növények, amelyek még gyorsabban nőnek, egy évben akár háromszor is szedhetők, alacsony növésű zöldségek, amelyek kedvelik a szomszédos növények árnyékát. Például: sárgarépa, salátafélék, karalábé, édeskömény, pasztinák, póréhagyma, korai burgonya.

### Betakarítás
A különböző tenyészidejű sorok kialakításának előnye, hogy folyamatosan tudunk betakarítani, a sorok folyamatosan ürülnek ki és töltődnek fel újra, a talaj folyamatosan takarva van. Mivel folyamatos az utánpótlás, ezért a terményeket könnyű feldolgozni, nem halmozódnak fel, és nem kell raktározni őket, a növények nem szöknek magba.

### Felkészülés a télre
A tél közeledtével már nem minden sorba érdemes újra vetni, és a sorok lassan elkezdenek kiürülni. Ekkor érdemes ezekbe a sorokba mustármagot szórni. A mustár néhány napon belül kinő, és vastag, zöld takaróval fedi be a talajt, védi a fagyok ellen, elfojtja a gyomokat, gyökerei mélyre lenyúlnak a talajban, az alsóbb régiók tápanyagait a felsőbb részekbe vonja. A hideg időben a mustár nem tud virágzani, ezért nem is nőnek rajta kemény, durva szárak. A mustár -7 °C alatt megfagy és tavasszal a gereblye érintésére szétporlad, értékes tápanyagokat nyújtva az új növényeknek. A mustár előveteményként és köztesként is kiváló.
Ahol a tél beálltáig már nem hajt ki a mustár, ott a talajt az utolsókét felszedett termés – gyökérzeller, kései káposzta, cékla, kései sárgarépa – leveleivel takarjuk.
Olyan agyagos talaj esetében, ahol a talaj magas víztartalma miatt késő tavaszig nem lehet a földre lépni, érdemes már az előző ősszel kiszórni a magokat. A magok nem csíráznak ki, de a talajban megduzzadnak, a talajnak tehát kissé már fagyosnak és száraznak kell lennie. A tél alá vetéshez olyan fajtákat kell választanunk, amelyek nem érzékenyek a tavaszi alacsony hőmérsékletre. Különösen a hagyma alkalmas arra, hogy a talajban biztonságosan átteleljen, sőt, akár nagyot növekedjen.

### Újravetés
A következő évben a talaj-előkészítő spenótveteményt 25 cm-rel oldalirányba elmozdítva vetjük, így a spenótsorok az előző év zöldségsorainak helyére kerül. Mikor a spenótsort lesaraboljuk, az utak kerülnek az előző év veteményének, az új vetés pedig a tavalyi év útjainak helyére. Evvel az eljárással, és azzal, hogy egy évben akár háromszor is váltják egymást a kultúrák – elő-, fő- és utóvetemény formájában – nem kell aggódni a vetésforgó miatt.

## Növénytársítás
| 1. növény  | 2. növény     |
| ---------- | ------------- |
| bab        | káposztafélék |
| cékla      | káposztafélék |
| paradicsom | petrezselyem  |
| paradicsom | hagyma        |
| paradicsom | káposztafélék |
| paradicsom | zeller        |
| paradicsom | bokorbab      |
| sárgarépa  | hagyma        |
| pasztinák  | hagyma        |
| saláta     | retek         |
| saláta     | bab           |
| saláta     | uborka        |
| saláta     | bokorbab      |
| saláta     | cékla         |
| saláta     | mángold       |
| borsó      | káposztafélék |
| borsó      | zeller        |
| zeller     | káposztafélék |
| uborka     | káposztafélék |
| burgonya   | káposztafélék |
| burgonya   | borsó         |
| burgonya   | lóbab         |

| 1. növény      | 2. növény         |
| -------------- | ----------------- |
| bab            | hagyma            |
| káposzta       | hagyma            |
| vörös káposzta | paradicsom        |
| petrezselyem   | fejes saláta      |
| burgonya       | hagyma            |
| sárgarépa      | paradicsom        |
| spenót         | sárgarépa         |
| spenót         | mángold           |
| spenót         | új-zélandi spenót |

A helyesen megválasztott növénytársítások védelmet nyújtanak egymás számára. A rovarok a növények által kibocsátott anyagok – illatanyagok és exkrétumok – tájékoztatják arról, hogy hol tudnak táplálkozni, illetve lerakni tojásaikat. A veszélyeztetett növények – például káposzta vagy burgonya – közé egészen más illattal bíró növényeket ültetünk, ez megzavarja a rovarokat, és további keresésre sarkallja őket. Másrészről, a hasonló növények közötti nagy távolság megakadályozza a kártevők tömeges fertőzését.
- a zeller és a paradicsom hatékony riasztónövény, különösen a káposztaféléket fertőző káposztalepkét tartja távol
- a saláta mellé érdemes mindig retket vetni, mert a saláta megvédi azt a földibolhák ellen
- a hagyma igen jó társnövénye a szamócának, a szamóca a talaj felett terül szét, a hagyma pedig, bár magas lesz, de vékony, így fényt hagy a szamócának, a szamóca közé ültetett hagymák mindig jobban teremnek
- a paradicsomot megvédi a rothadástól, ha előveteménye mustár vagy lóbab, illetve, ha csalánlével trágyázzuk a talajt, a sorok közé vethetünk mustárt vagy körömvirágot
- a mustár minden növény számára kiváló elő- és köztesvetemény, mély gyökerei lazítják a talajt, riasztja a kártevőket, különösen a fonálférgeket, gyökérmaradványai gazdagítják a talajt, és bár a káposztafélék családjába tartozik – a tapasztalatok azt mutatják – hogy együtt vethető más káposztafélékkel anélkül, hogy talajuntságot okozna
- a lóbab kiváló előveteménye minden olyan növénynek, amelyek később kerülnek kiültetésre, és nagy tápanyagigénnyel rendelkeznek, például a paradicsomnak, uborkának, káposztának; a többi pillangóshoz hasonlóan nitrogéngyűjtő, a fagyra nem érzékeny, ezért korán el lehet vetni
- a mézontófű avagy facélia (Phacelia tanacetifolia) kiváló köztes növény, finom szőnyeget alkot, amely az esőt átengedi, de a talaj párolgását megakadályozza, a harmatot összegyűjti, egész évben virágzik, átható illata vonzza a beporzó rovarokat, különösen a levéltetveket pusztító zengőlegyeket (Syrphidac); kiváló zöldtrágya, dísznövény, olykor takarmányként is hasznosítják

### A legfontosabb védőnövények
| Egy- és kétnyári gyógy- és fűszernövények | Egy- és kétnyári gyógy- és fűszernövények | Egy- és kétnyári gyógy- és fűszernövények | Egy- és kétnyári gyógy- és fűszernövények |
| --- | --- | ----------------------------------------- | --- |
| Ezek számára nem szükséges önálló sorokat fenntartanunk, kiváló köztesei a legtöbb növénynek. Gyors növésűek, ugyanakkor ezekből a konyha igénye is nagy, folyamatosan vetjük és aratjuk őket.        | |                                           | |
| | Kapor (Anethum graveolens): Kapormagot minden zöldség vetőmagja mellé keverhetünk, mert minden mellette nővő növény egészségesebb lesz tőle. Különösen jó uborka, káposztafélék, cékla és sárgarépa mellé, a sárgarépa a kapor hatására zártan és egyenletesen nő, és nem dől meg. Ha korán vetjük, enyhe árnyékot nyújt más palántáknak.                            |                                           | Zamatos turbolya (Anthriscus cerefolium): A turbolya szintén vethető minden más növény mellé, különösen fontos előnye, hogy minden salátafélét megvéd a lisztharmattól, erős szaga elriasztja a levéltetveket, hangyákat és a csigákat is. Ha nem szedjük fel, áttelel, és télen is szedhető.         |
| | Borsikafű (Satureja hortensis): Szintén minden növény mellett helyet kaphat, de mivel fagyérzékeny, csak májusban érdemes elvetni. Ha bab mellé vetjük, elűzi a fekete babtetűt. |                                           | Bazsalikom (Ocimum basilicum): A bazsalikom fagyérzékeny, de más fagyérzékeny növényekkel együtt megvédi azokat a lisztharmattól. Hosszú tenyészidejű növények mellett kapjon helyet, mint az uborka, cukkini, édeskömény. Mivel a bazsalikom jó méhlegelő, ezért az előbbieket beporzását is segíti. |
| | Borágó(Borago officinalis): A borágó elriasztja a káposztafélék kártevőt, és mivel szőrös a levele, ezért a csigákat is távol tartja, nagy, erőteljes gyökerei a legkeményebb talajt is fellazítják, de ne hagyjuk virágozni, mert magjait mindenfelé szétszórja. |                                           | Fehér mustár (Sinapis alba): Különösen a szamócatövek közének kitöltésére alkalmas, csak a szamóca érése előtt, a sarjak leválasztása után vessük el, mivel hamar kikelnek a magok és gyorsan nő a növény. Ne hagyjuk magasra nőni, használjuk talajtakarásra. Távol tartja a fonálférgeket.          |
| | Petrezselyem (Petroselinum crispum): Elsősorban szegélynövénynek ajánlható, elsősorban a hagyma és a paradicsom jó partnere, de gyengébb növekedésű szomszédokkal, például salátákkal, ne párosítsuk össze. |                                           | Körömvirág (Calendula officinalis): A körömvirág szintén univerzálisan használható. Gazdag gyökérzete távol tartja a fonalférgeket. Különösen a szamóca és a paradicsom mellett hatékony. |
| | Hagymák (Allium): A hagymák védik a növényeket a szürkepenésztől és a fonalférgektől. A fokhagyma elriasztja az egereket. |                                           | Kerti zsázsa (Lepidium sativum): Veteményesbe nem ajánlott, mivel nagyon eluralkodhat, de a gyümölcsfák alá vetve elriasztja a levéltetveket és a vértetveket is. |
| | Metélőzeller (Apium graveolens): A metélőzeller kiváló előveteménye a káposztaféléknek, elűzi a káposztalepkék hernyóit és a földibolhákat. A káposztával eg sorba is vethetjük, ha nem szedjük fel, zölden áttelel. |                                           | |
| Évelő gyógy- és fűszernövények | |                                           | |
| Az évelők erős aromájú növények, ezért távol tartják a kártevőket, és vonzzák a méheket. Cserépbe ültetve úgy mozgathatjuk őket, ahogy akarjuk, és oda tehetjük, ahol a legnagyobb szükség van rájuk. | |                                           | |
| | Fehér üröm (Artemisia absinthium): Alaposan válogassuk meg a fehér üröm helyét, mert bár sok kártevőt elriasztja, és ez az egyetlen ismert biológiai ellenszere a ribiszkerozsdának, de elűzi a földigilisztákat is, ezért semmi esetre sem kerülhetnek a darabjai a komposztra, és eltávolítás után is még évekig gátolja a földjébe ültetett növények növekedését. |                                           | Macskagyökér (Valeriana officinalis): A mellé ültetett vagy a levével megpermetezett zöldségek virágzását segíti, amelyek ennek hatására bőségesebb termést hoznak. |
| | Levendula (Lavandula angustifolia): Minden évelőágyban szerepelhet, különösen rózsák alatt, mert elűzi a levéltetveket. Ha valahol zavaróvá válik a hangyák jelenléte, ültessünk oda levendulát. A lepkék számtalan faját vonzza, sehol nincs annyi lepke, mint a levendulán.                                                                                        |                                           | Citromfű (Melissa officinalis): Nagyon jó méhcsalogató, ezért oda ültessük, ahol a méhek beporzására különösen szükség van. Mivel az év bizonyos szakaszaiban igen gyors növekedésű, és indákkal szaporodik, időben vágjuk vissza és ritkítsuk meg.                                                   |
| | Metélőhagyma (Allium schoenoprasum): Minden gombás fertőzést távol tart, felvirágzott állapotba a csúcsokat szórjuk a földieper közé. Ha cserépben tartjuk, hagyjuk télen egyszer átfagyni, mert ettől újra erőre kap. |                                           | |

## Talajvédelem
A talajok igen különbözők lehetnek: mésztartalmuk szerint meszes azaz lúgos vagy mészszegény vagyis savanyú, homok- vagy agyagtartalmától függően pedig nehéz vagy könnyű. Noha az emberi beavatkozás sokat javíthat a talajon, ha abbahagyjuk a művelést, a talaj visszatér eredeti állapotába, vagyis nem jut elég humuszhoz. Ellenben a gondosan művelt talajt átszövik a gyökerek és benépesítik a földigiliszták.
- A talajt egész évben kíméletesen kezeljük, és sosem hagyjuk takaratlan. A felszedett termés helyére mindig újabb magokat vetünk.
- Talajforgatásra nincs szükség, ezt különösen akkor kell elkerülni, ha az időjárás szélsőségesen meleg vagy hideg, mert a talaj felszínére kerülő mikroorganizmusok elpusztulnak. A durva kapálás, talajforgatás megzavarja a talajéletet, mert a még éretlen talajréteg kerül a felszínre, míg a humuszban gazdag rétegek ez alá.
- A talajban elpusztult gyökerek helyén levegő- és vízszállító pólusok alakulnak ki, ami segíti a tápanyagszállítást és -cserét.
- A komposztálásnál a természetet tekintjük példaképnek, ahol nincs komposzttelep, az elhalt növényi részek újabb és újabb komposztrétegként kerülnek a talajra. A felületi komposztálás a legjobb utánzata annak, ami a természetben történik, a talaj ebben a formában sokkal gyorsabban és biztosabban kapja vissza a tápanyagokat.
- A jó felületi komposzt elég száraz ahhoz, hogy ne vonzza a csigákat, de elég nedves ahhoz, hogy felfogja a harmatot. Ne használjunk tisztán szalmát vagy tőzeget.
- Ha a felületi komposzton keresztül locsoljuk a növényeket, akkor az mintegy szűrőrétegen áramlik keresztül.
- A gazdag talajélet biztosítja, hogy a baktériumok a lebontás közben termelt szén-dioxid nagy mennyiségét közvetlenül a talajból, a fölöttük álló levelekhez juttassa.
- Károsíthatja a talajt, ha közelében radikális változtatások történnek, nagyobb mennyiségű bokor- vagy fatömeget vágnak ki, és evvel elveszti védelmét, megváltozik a megszokott légcsere.
- A trágyázás is károsíthatja a talajt, és nem csak a  mesterséges trágyák, de a természetes eredetű trágya is, ha nem megfelelő időben vagy adagolással végezzük a hozzáadást. A túl friss istállótrágya és a hígítatlan trágyalé megmérgezi a talaj élővilágát.
- A talajt károsíthatja a túl hideg, kemény vagy klórtartalmú öntözővíz.
- Taposással is károsíthatjuk a talajt, sose kezdjük el tavasszal a munkákat addig, amíg a talaj nedves, a tömörödés nyomai még ősszel is  megmaradnak. A vetés idejét toljuk ki a talaj felszáradásáig, a növények így jobban fejlődnek, és behozzák a lemaradást.

### Talajjelző növények
A földön természetesen számtalan olyan növény fog megjelenni, amelyet nem mi vetettünk. Ezeket a legtöbb gazdaság káros gyomnövényeknek tartja, és minden lehetséges módon irtja őket. A biokertben minden olyan növénynek helye van, amelyet valamilyen módon fel tudunk használni és jelenléte nem zavaró. A vadon növő növények felhasználása széles skálán mozog, jelzik a talaj állapotát és segítenek a javításában.
- mésztartalmú és tápanyagokban gazdag talajt jelző növények:

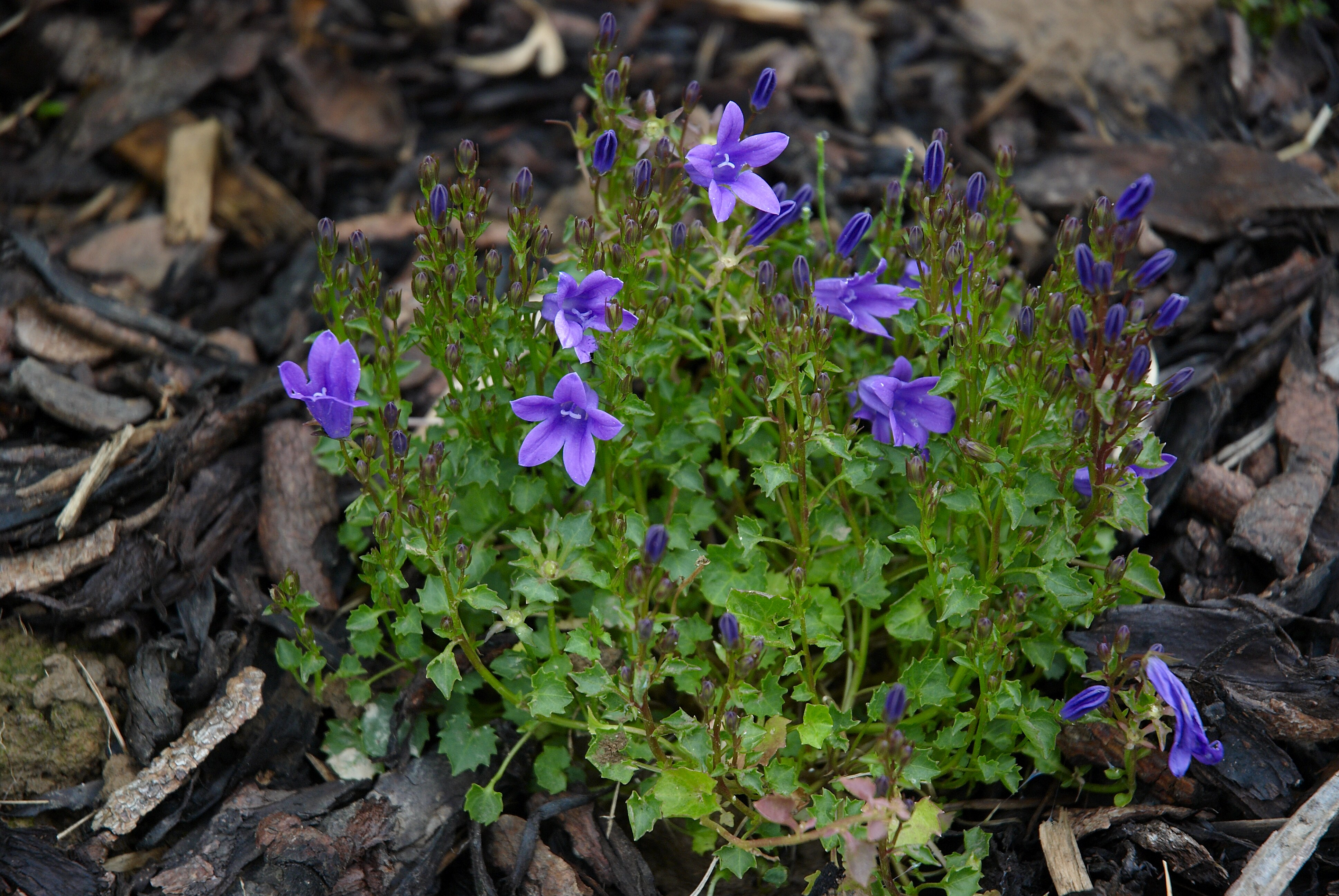
harangvirágfélék (Campanula sp.)
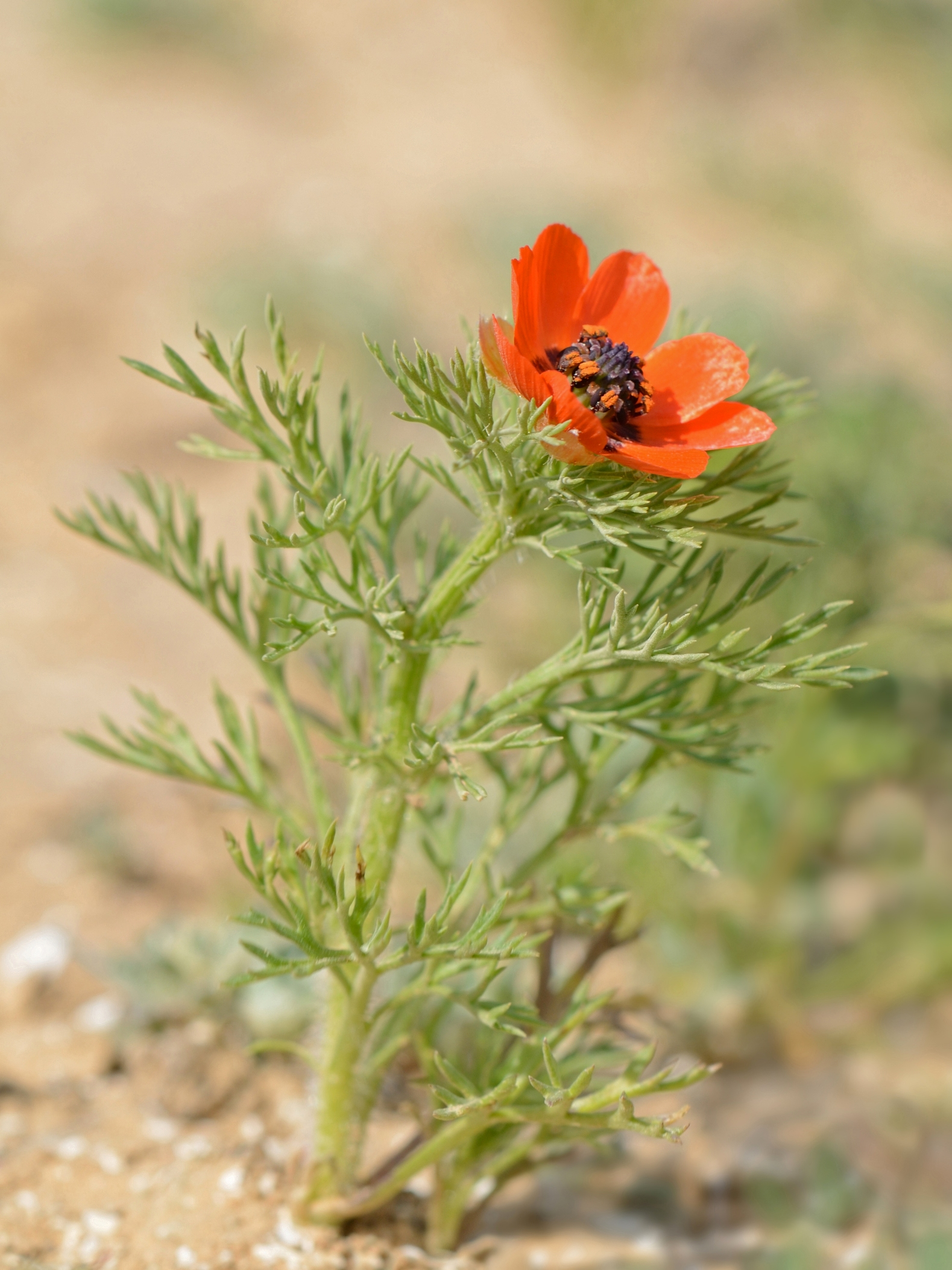
nyári hérics (Adonis aestivalis)
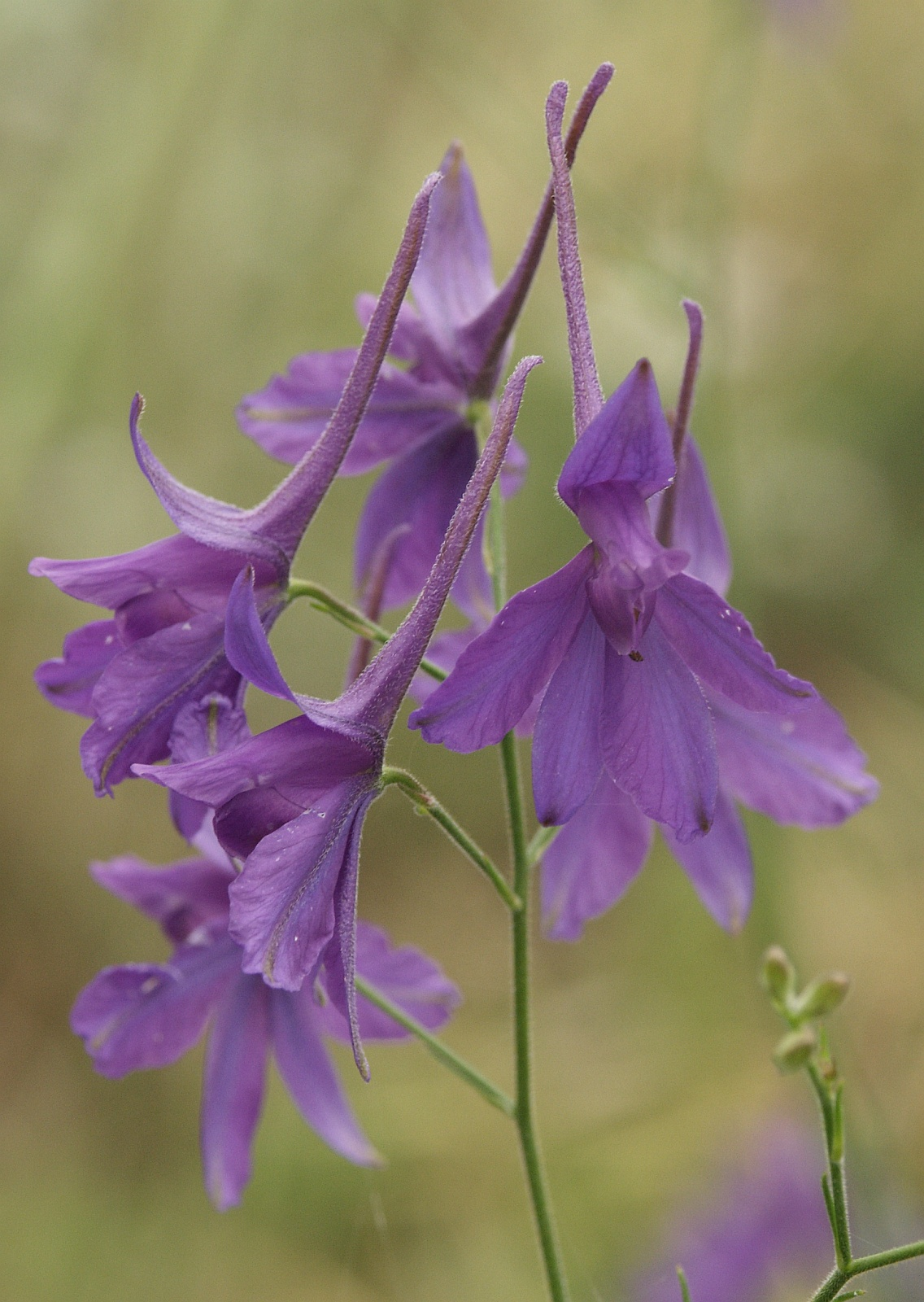
mezei szarkaláb (Consolida regalis)
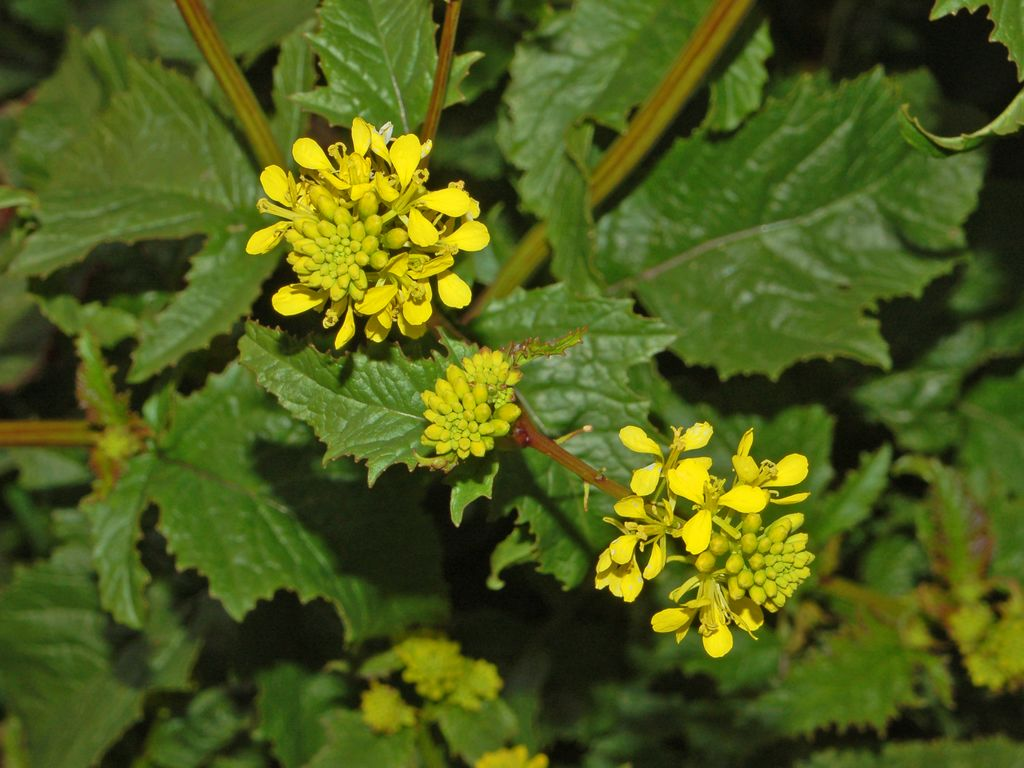
vadrepce (Sinapis arvensis)
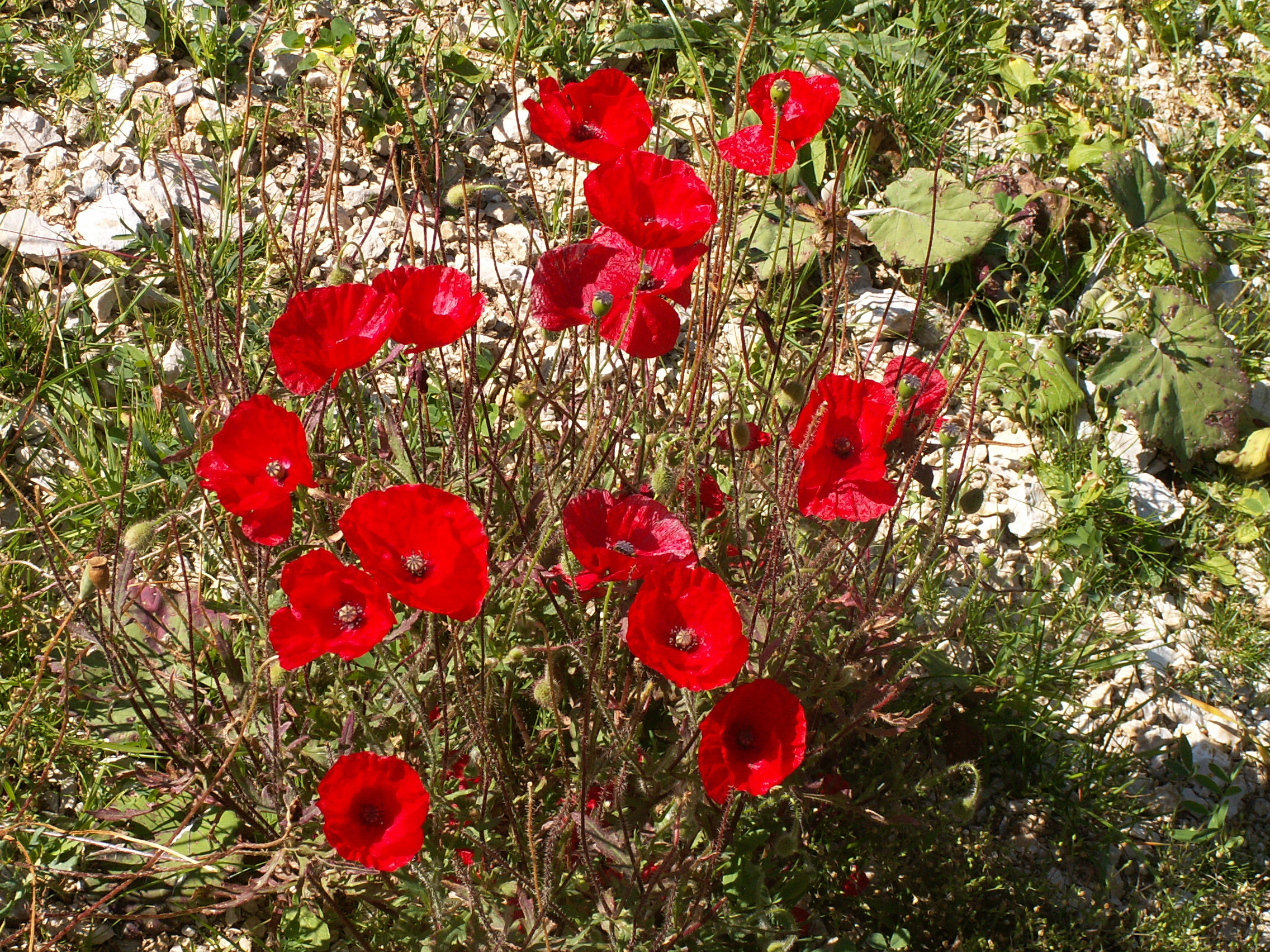
pipacs (Papaver rhoeas)
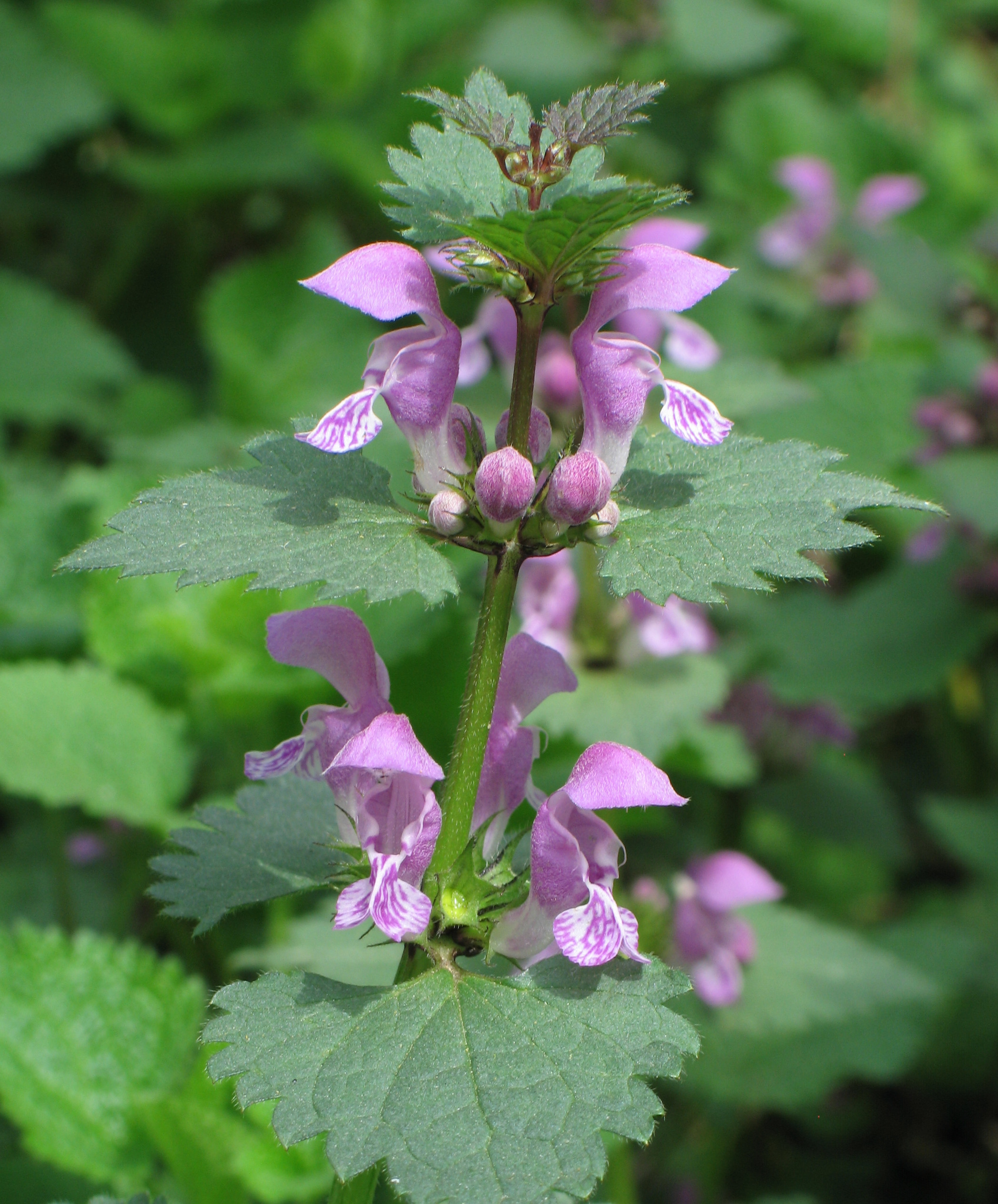
foltos árvacsalán (Lamium maculatum)
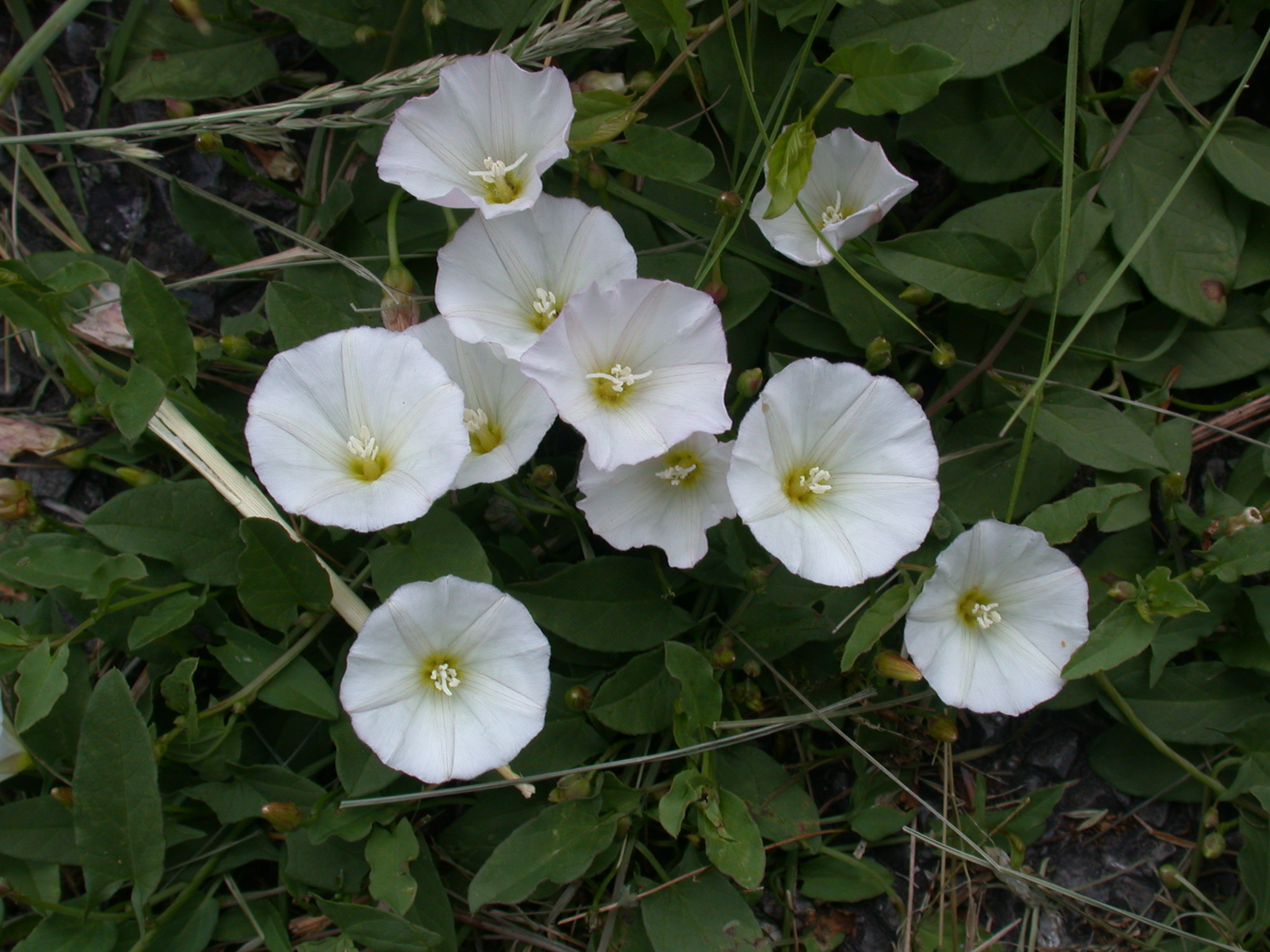
apró szulák (Convolvulus arvensis)
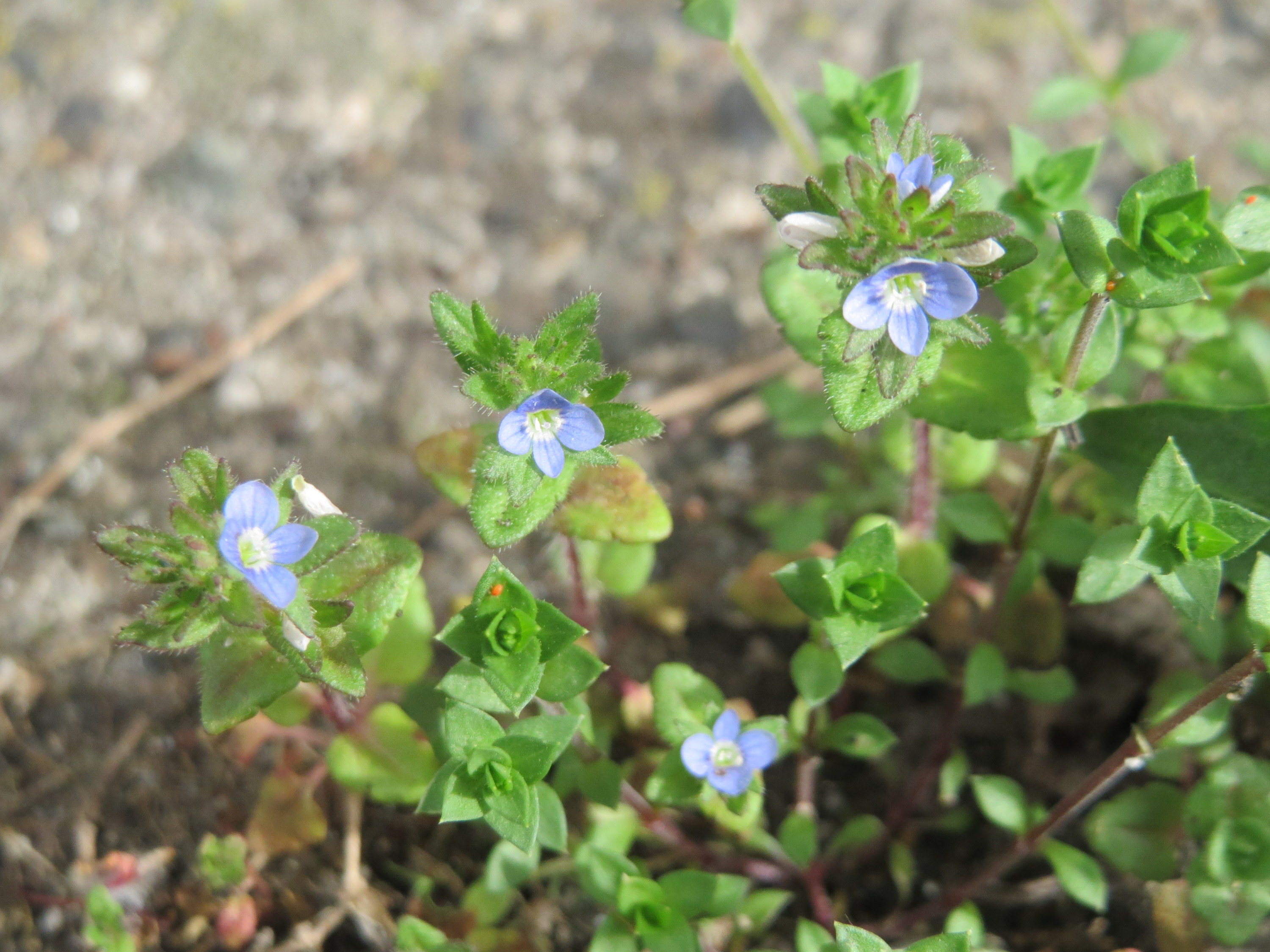
mezei veronika (Veronica arvensis)

- nitrogénben és vasban gazdag talajt jelző növények:

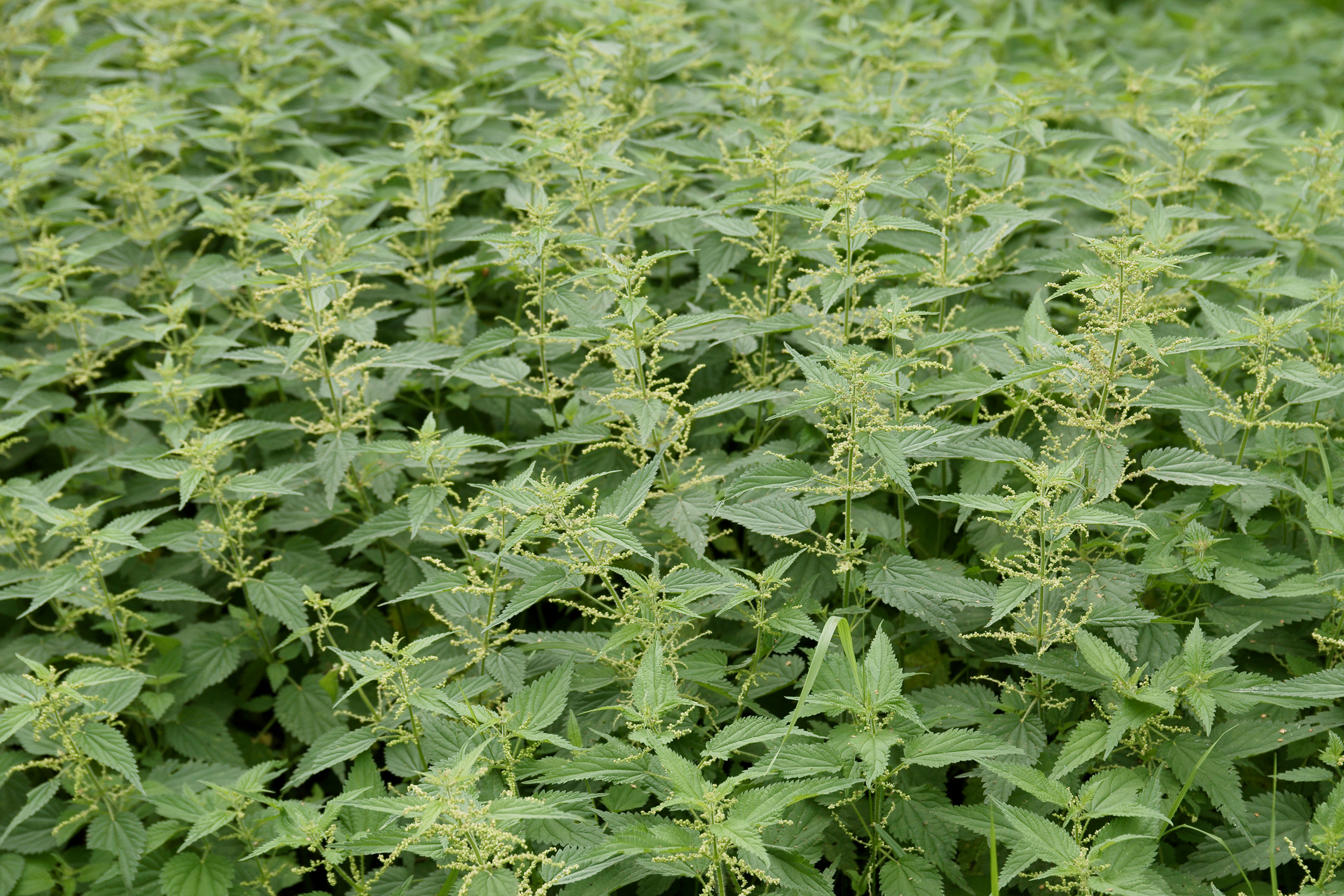
csalánfélék (Utrica sp
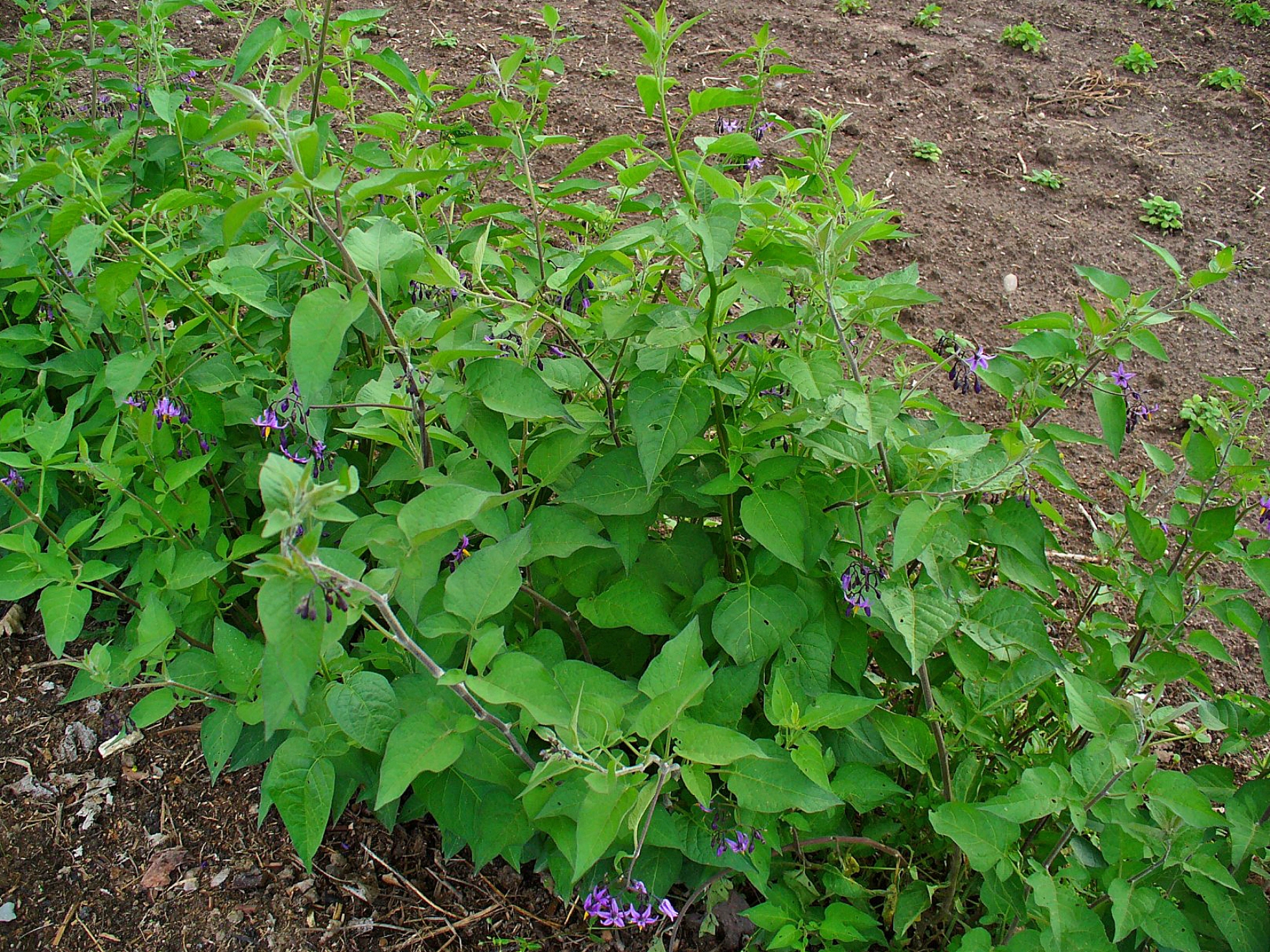
fekete csucsor (Solanum dulcamara)
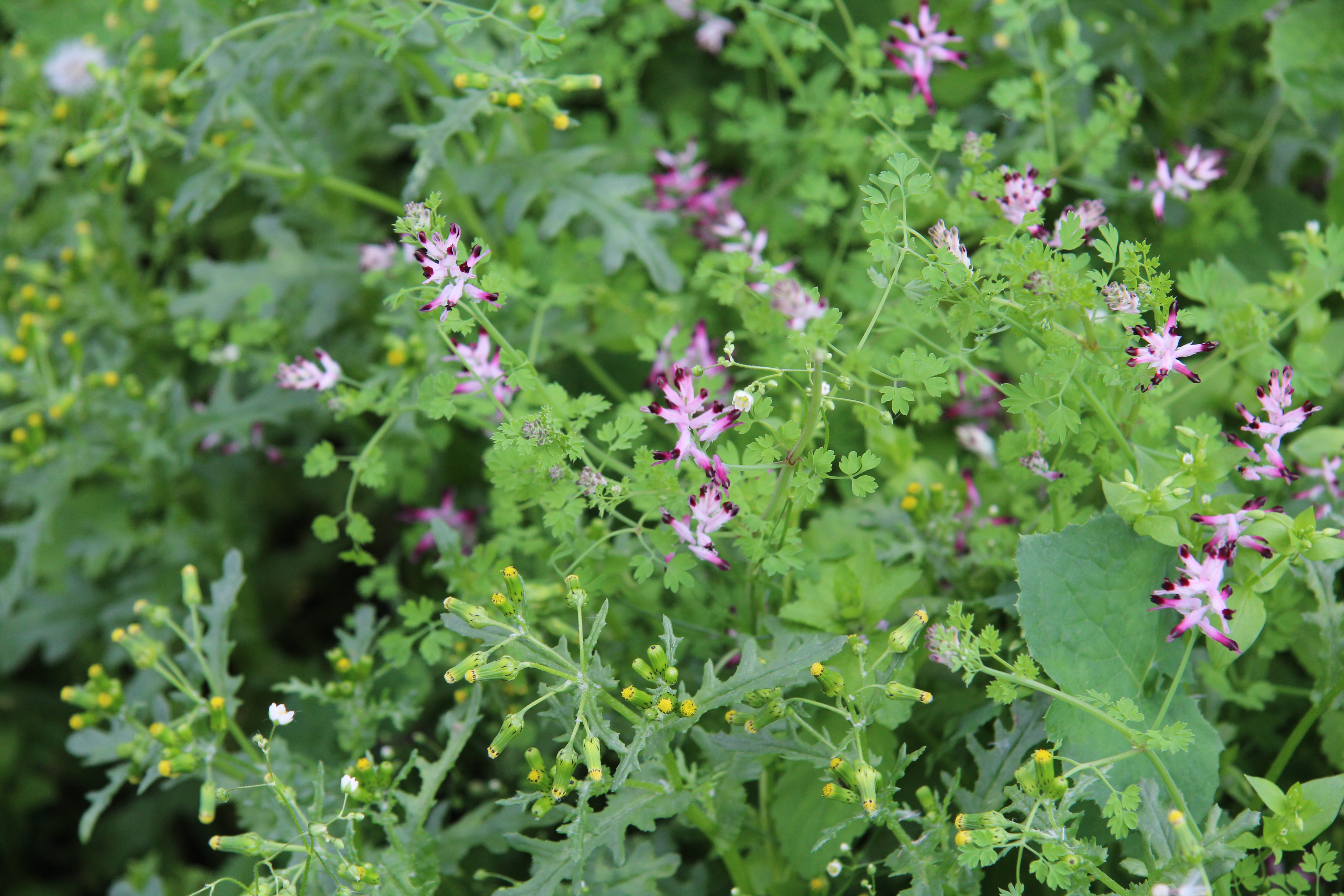
füstikefajok (Fumaria sp.)

- nehéz, de jó vízgazdálkodású talaj jelző növények:

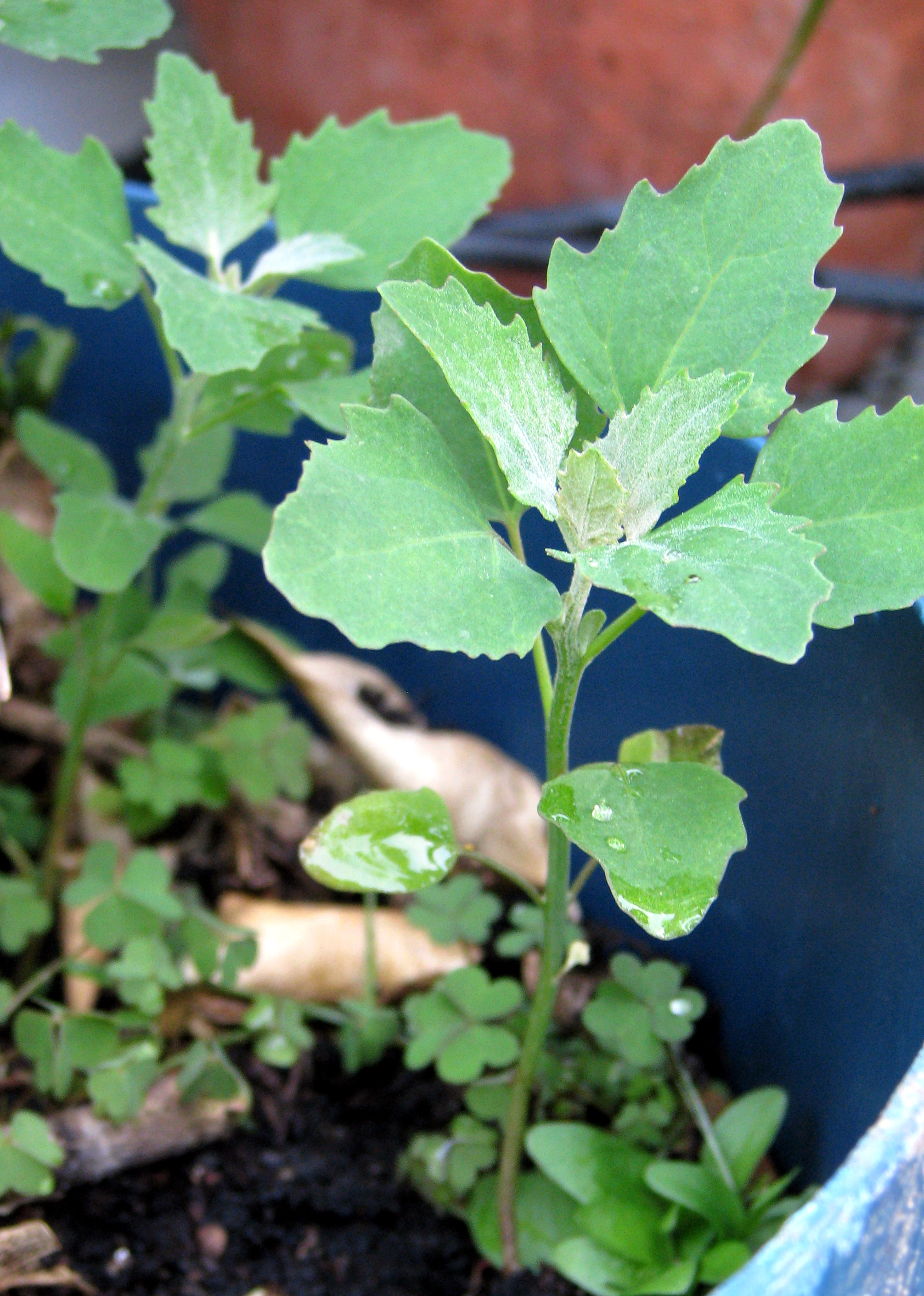
labodafélék (Atriplex sp.)
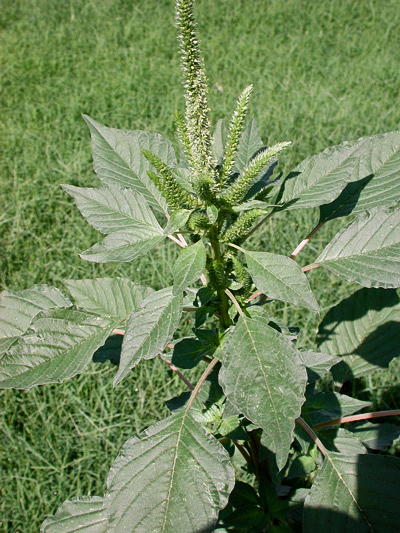
disznóparéjfélék (Amaranthus sp.)
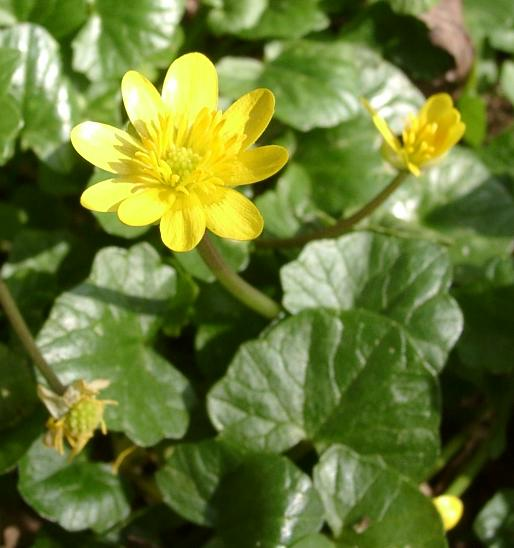
salátaboglárka (Ranunculus ficaria)

- pangó vizet és nehéz talajt jelző növények:

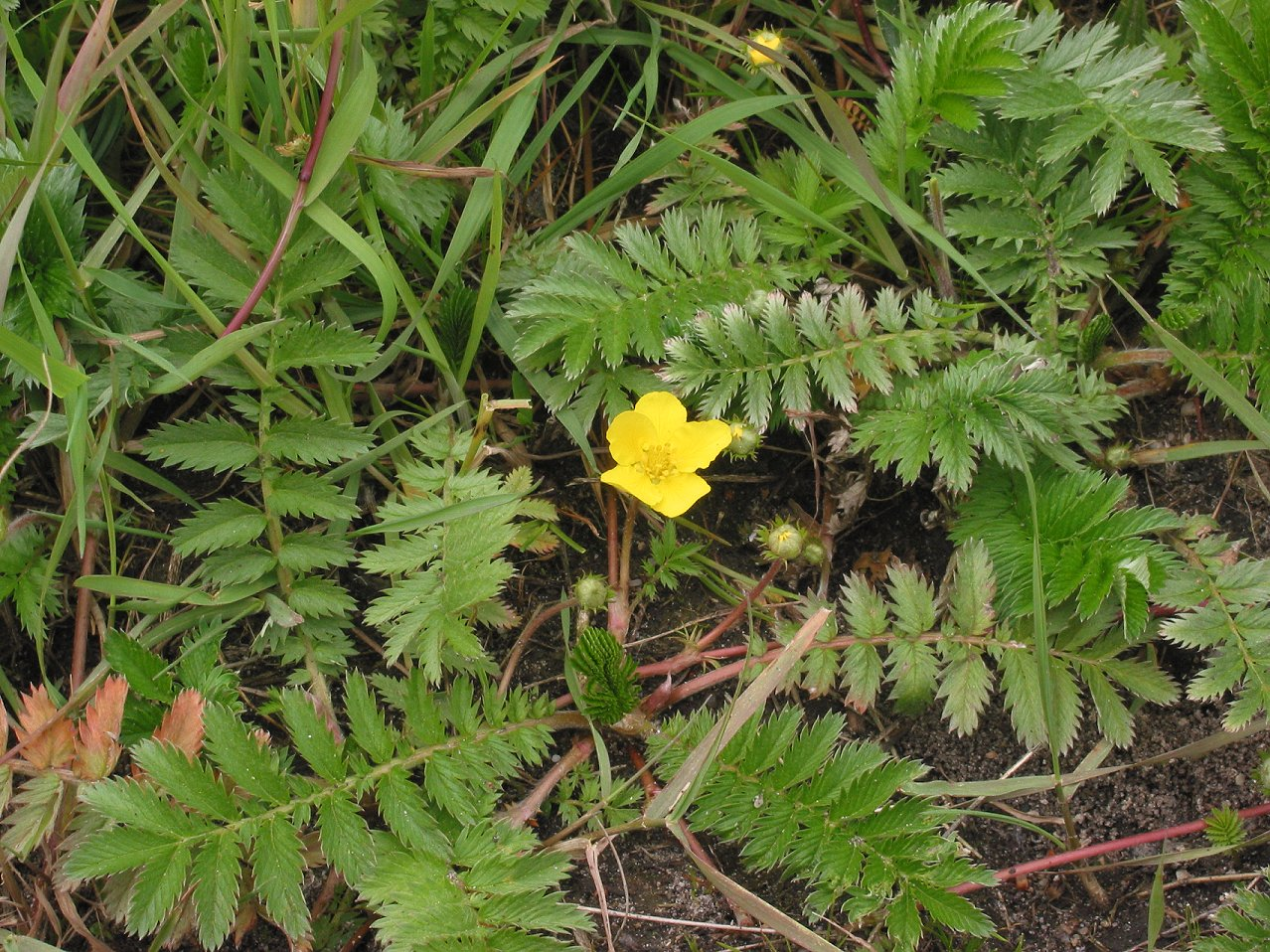
libapimpó (Potentilla anserina)
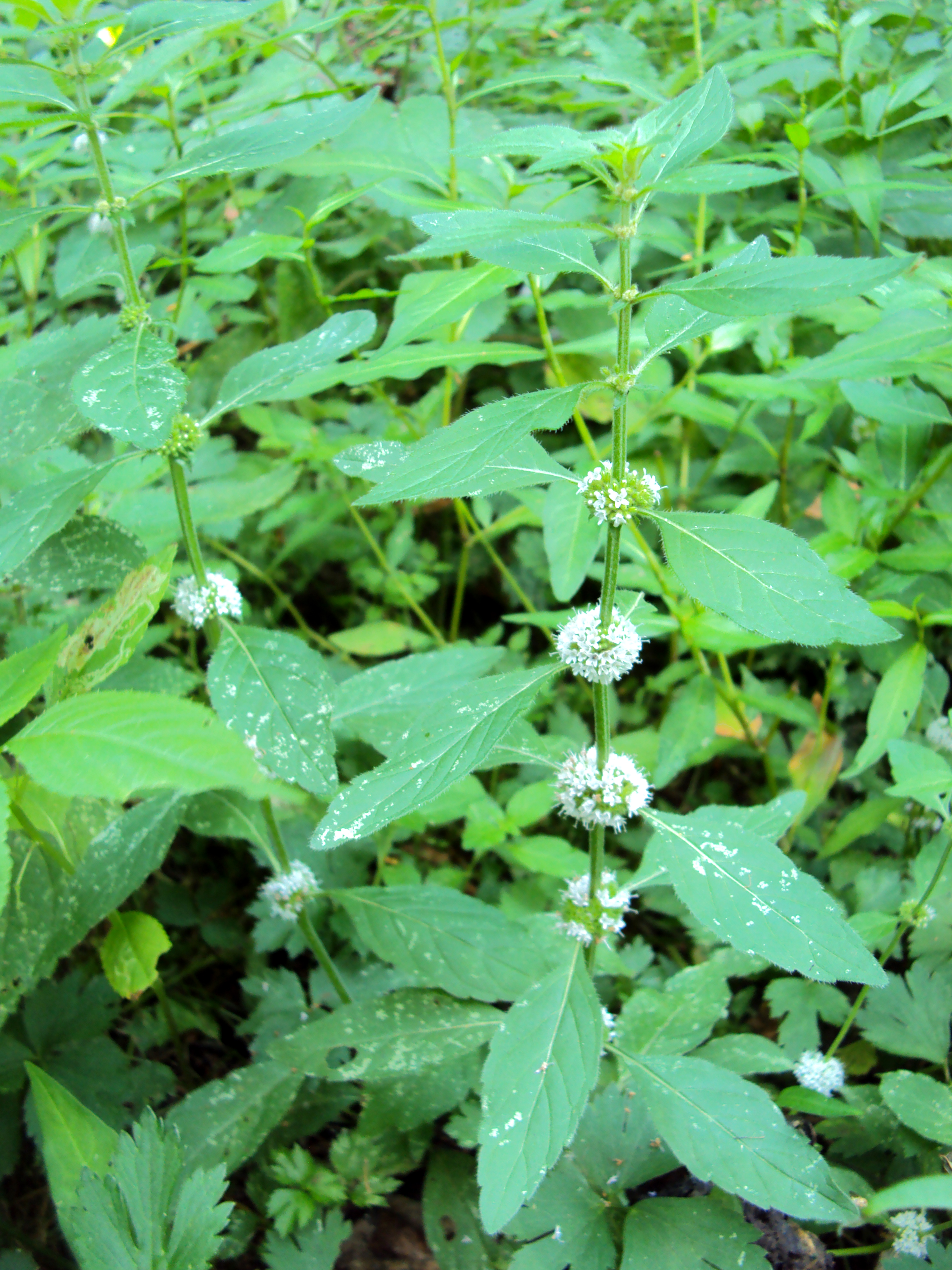
mezei menta (Mentha arvensis)
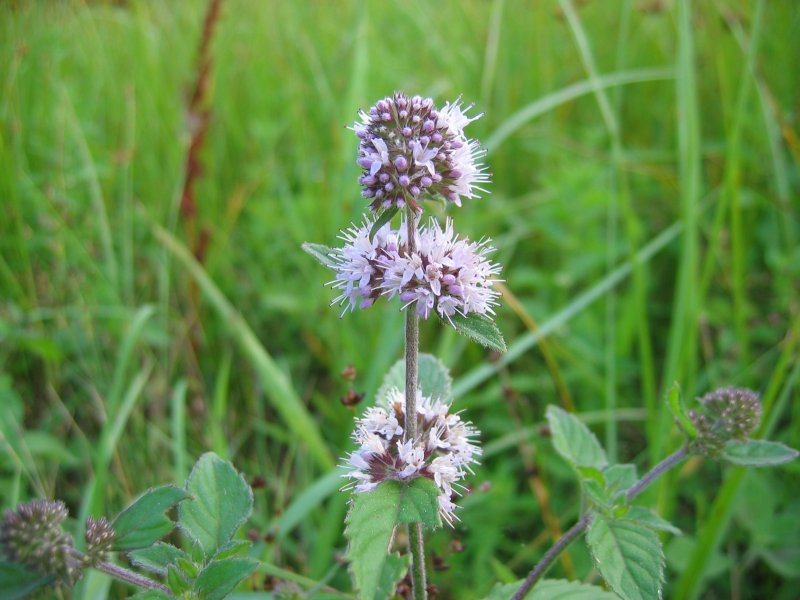
vízi menta (Mentha aquatica)
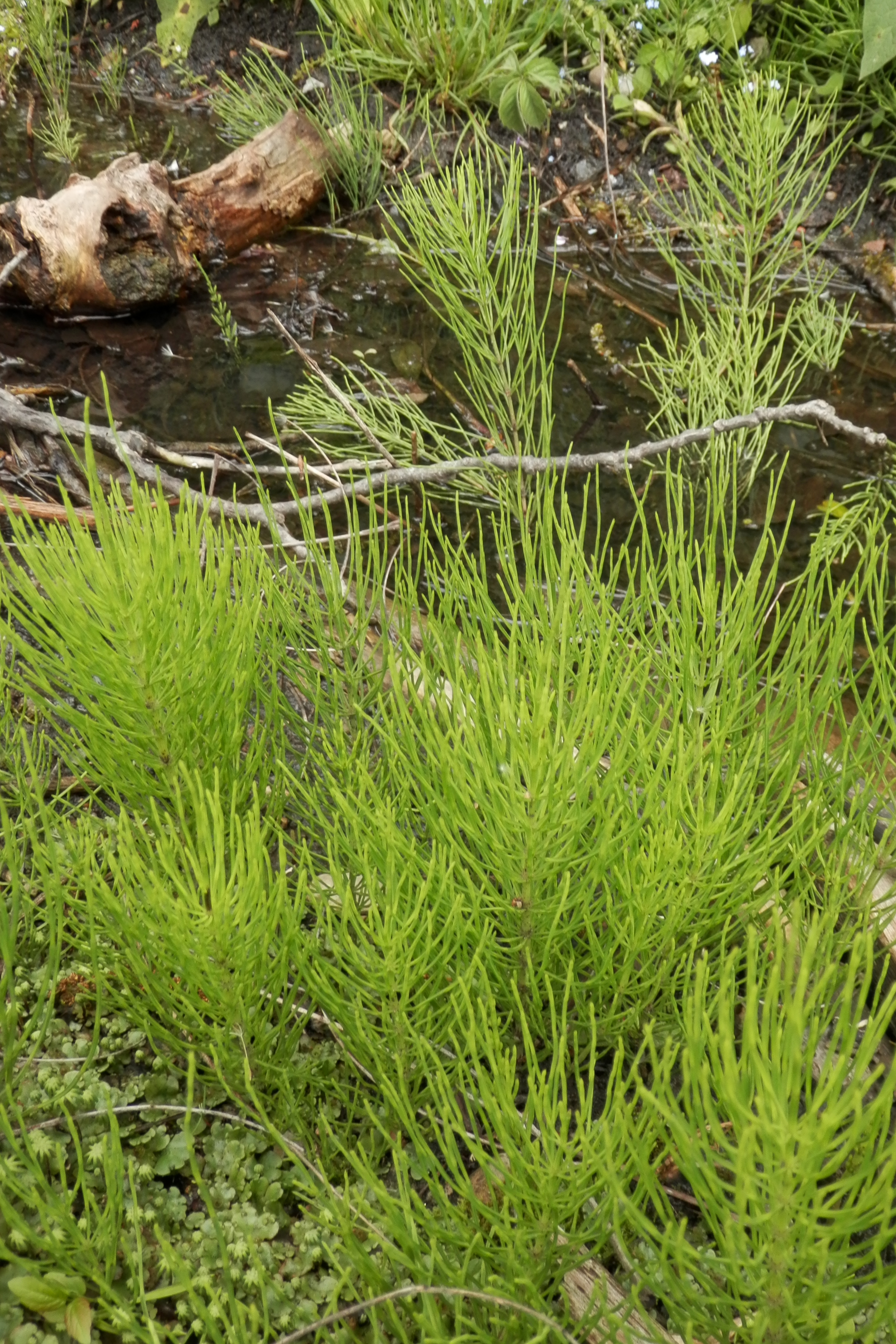
mezei zsurló (Equisetum arvense)
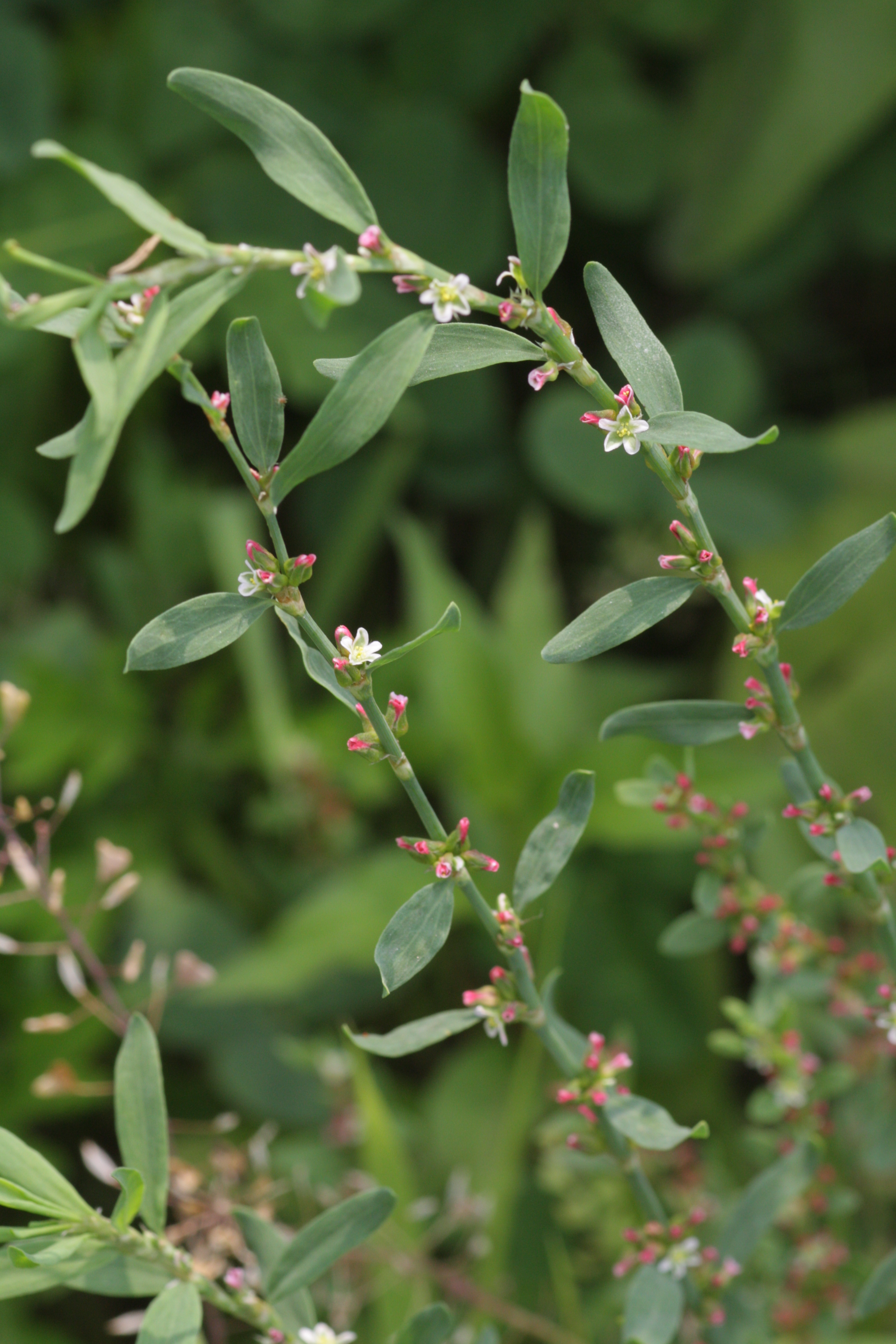
madárkeserűfű (Polygonum aviculare)
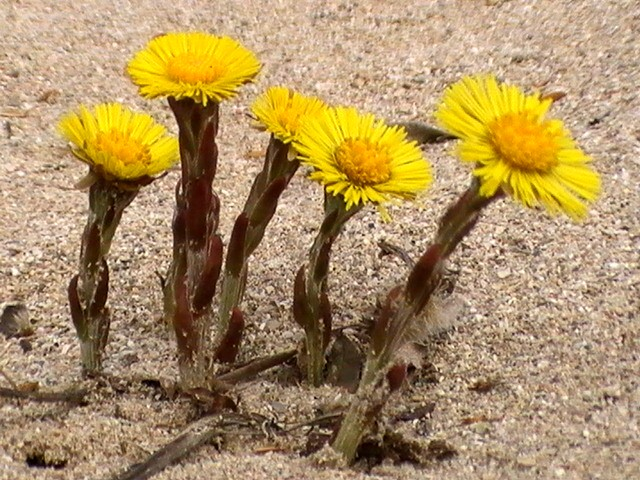
martilapu (Tussilago farfara)

## Komposztálás
Az egy helybe gyűjtött komposztdombnál sokkal értékesebb a talajtakaró komposzt. Külön halomba csak olyan növényi részeket rakjunk, amelyek közvetlen talajfedésre nem alkalmasak, például borsószalma, fásodott növényi részek, gallyak. A talajtakaró komposzt mindig gyorsabban alakul át, és értékesebb eredményt ad, a komposzt-fedőréteg a talajon megfelelő mikroklímát alakít ki, összegyűjti a harmatot, megvédi a talajt az esőtől, az értékes tápanyagok kimosódásától, véd az erős fény ellen.
A talajfedő komposzt közvetlen kapcsolatban van a talajjal, nem csak a giliszták férnek tehát hozzá, hanem az összes apró lebontó élőlény, a szerves anyagok helyben alakulnak ki, az összes fázis összes terméke közvetlenül a talajba kerül, a helyesen megválasztott takarónövények a kártevők ellen is védenek, a takarónövények váltásával pedig megelőzhető a talajuntság.

### Nyesedékkomposzt
A nyesedék kézi vagy gépi úton feldarabolt durvább, keményebb, de komposztálásra alkalmas anyagok alkotják. Ezeket halmokba hordjuk, de az így létrejövő anyagot nem szabad összetéveszteni a sima komposzttal, ezt ugyanis nem hordhatjuk olyan talajra, ahová vetni akarunk, vagy ahová palántákat akarunk ültetni. A növények fás része ugyanis lignitet tartalmaz, ami gátolja a növényi növekedést. Nyesedéket tehetünk fás szárú és már begyökeresedett növények alá, például a liliom- és rózsaágyakba, a málna, szamóca és a gyümölcsfák alá. Minden más esetben a nyesedékek kiszórásával várnunk kell egy évet, csak a nyár végén kezdjük el kihordani. A nyesedékhez keverjünk egyéb anyagokat és gyógynövényeket, amelyek távol tartják a kártevőket és a csigákat, megakadályozzák a berohadást.

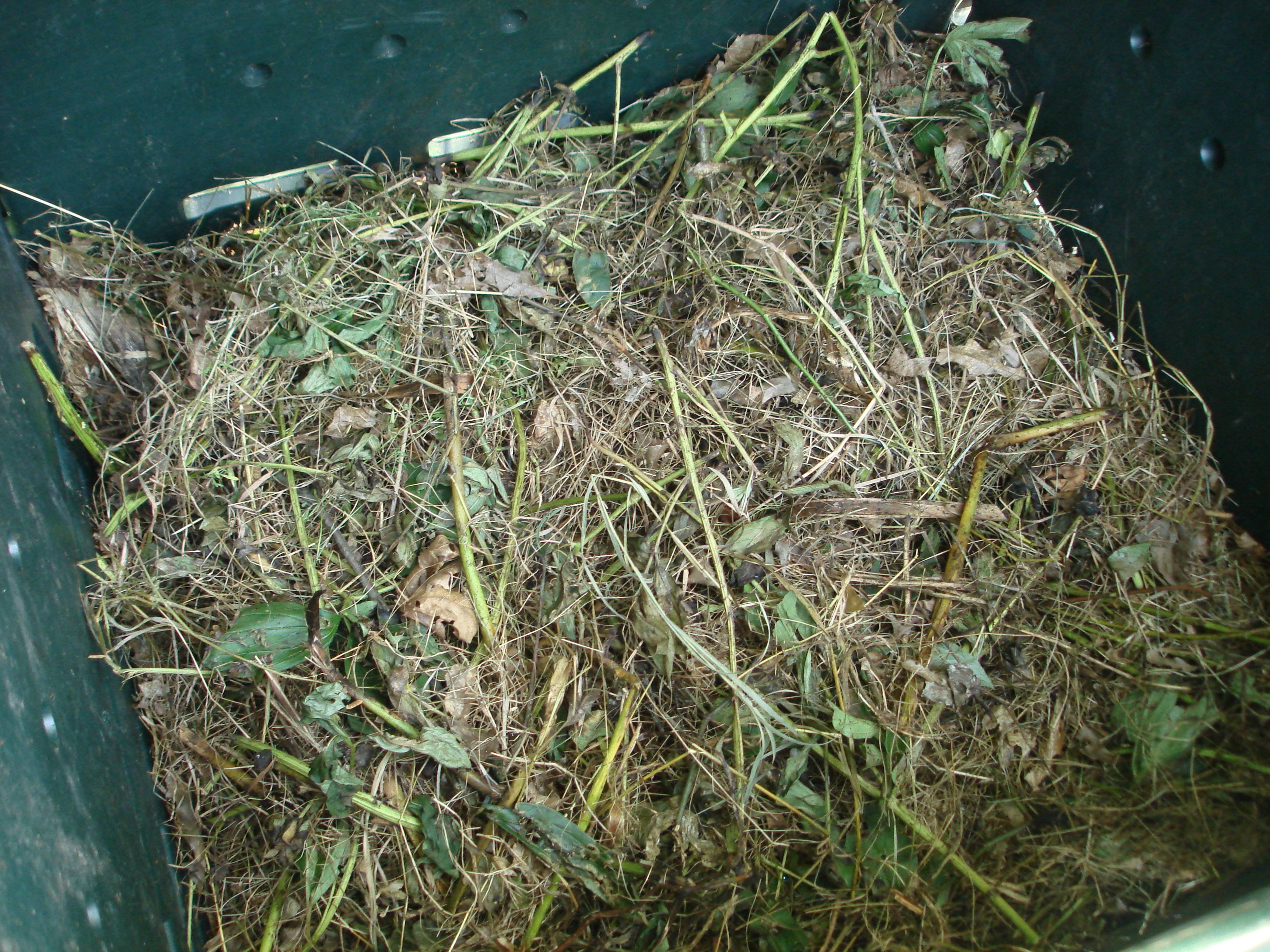
A friss fű segíti a nyesedékkomposzt bemelegedését, ami mindenfajta komposztálódáshoz elengedhetetlen, a magas hőmérséklet a nyesedék között található gyommagvakat sterilizálja.
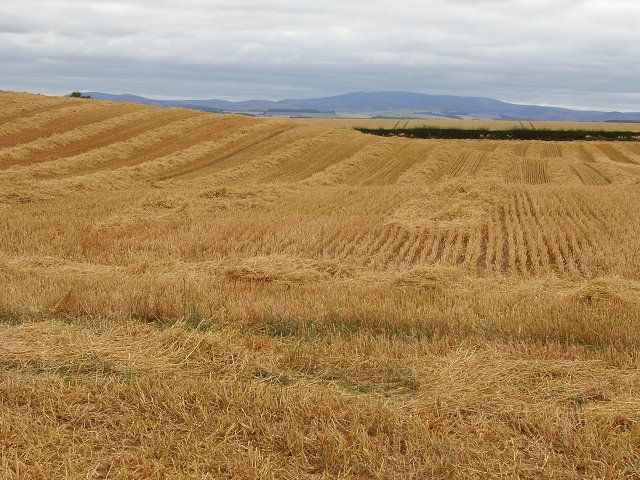
A zabszalma könnyűvé és levegőssé teszi az elegyet.
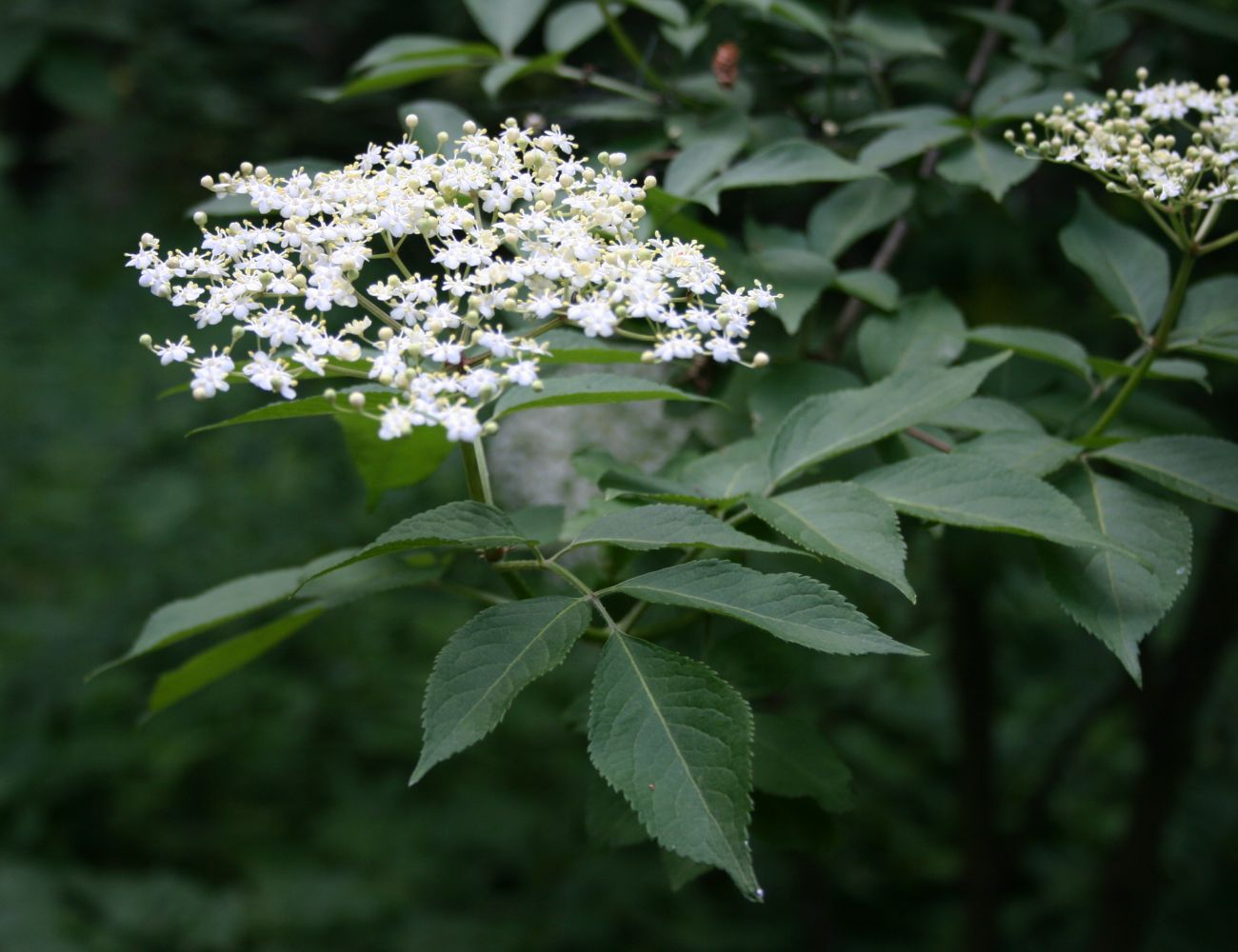
A bodzanyesedék (Sambucus nigra) távol tartja a halomtól az egereket, a pockokat és a vakondokat.
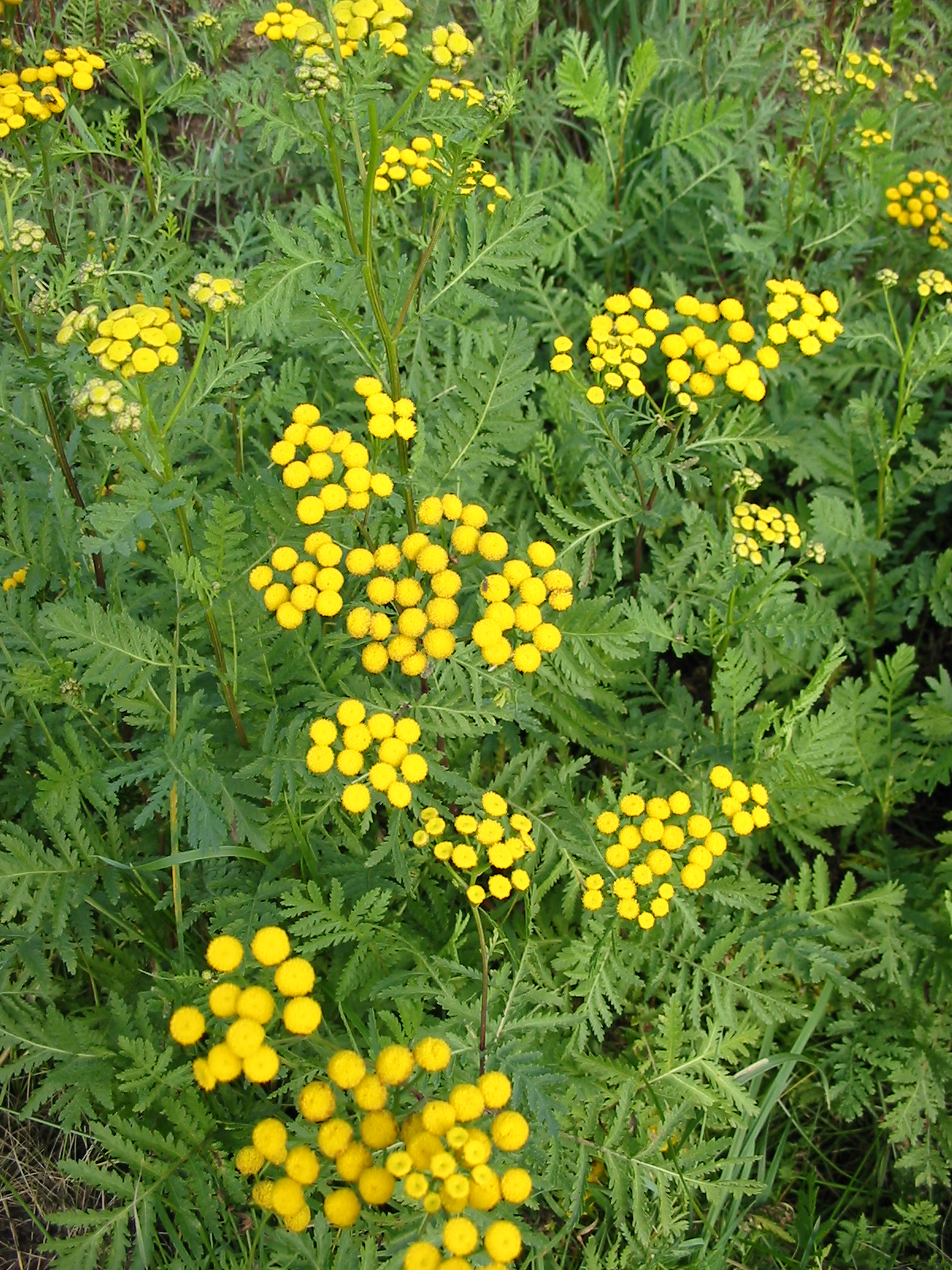
A gilisztaűző varádics (Chrysanthemum/Tanacetum vulgare) távol tartja fonalférgeket és káliumot  tartalmaz.
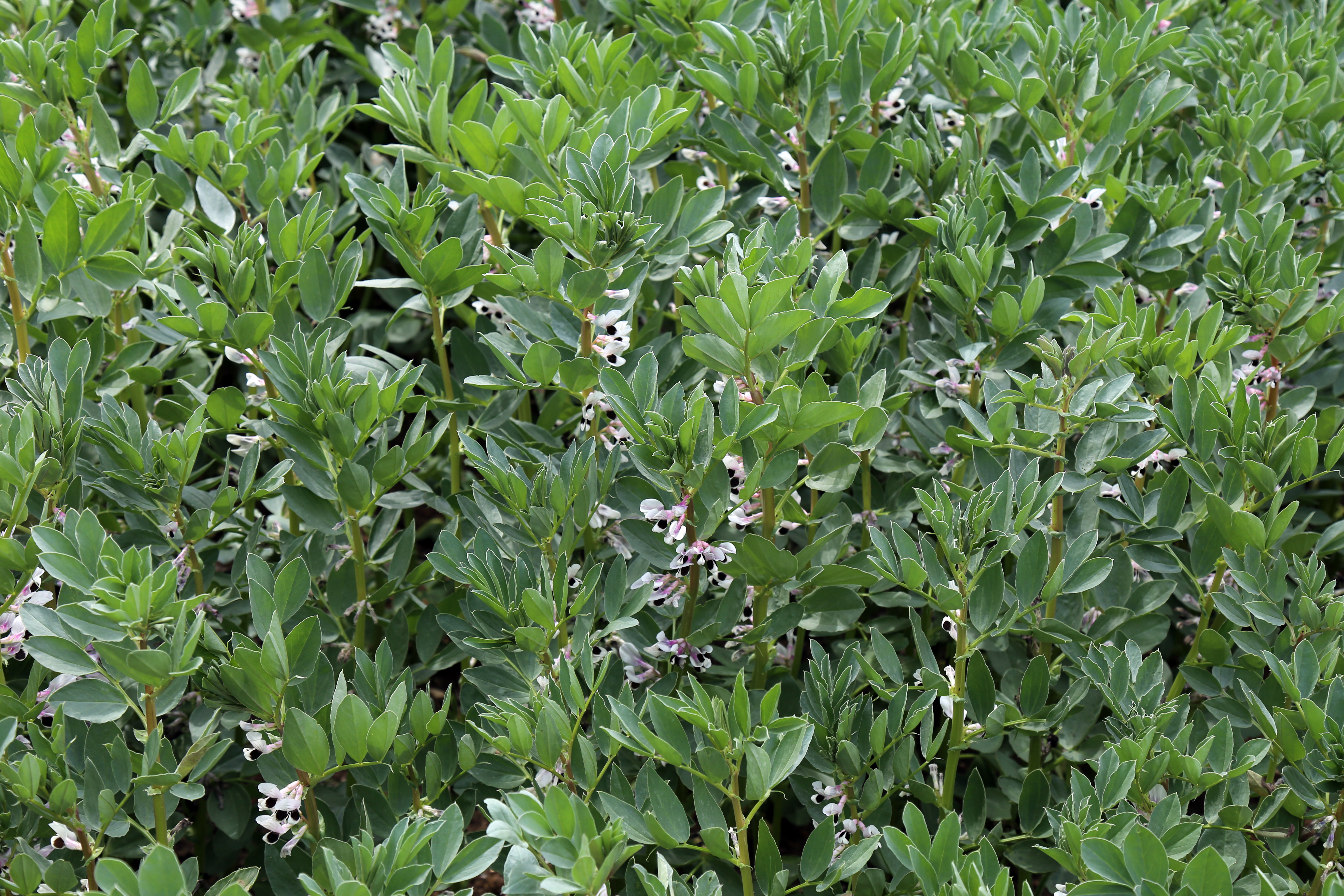
A lóbab (Vicia faba) nagy fehérjetartalmú, lágy részei könnyen bomlanak, kiváló trágyapótló.
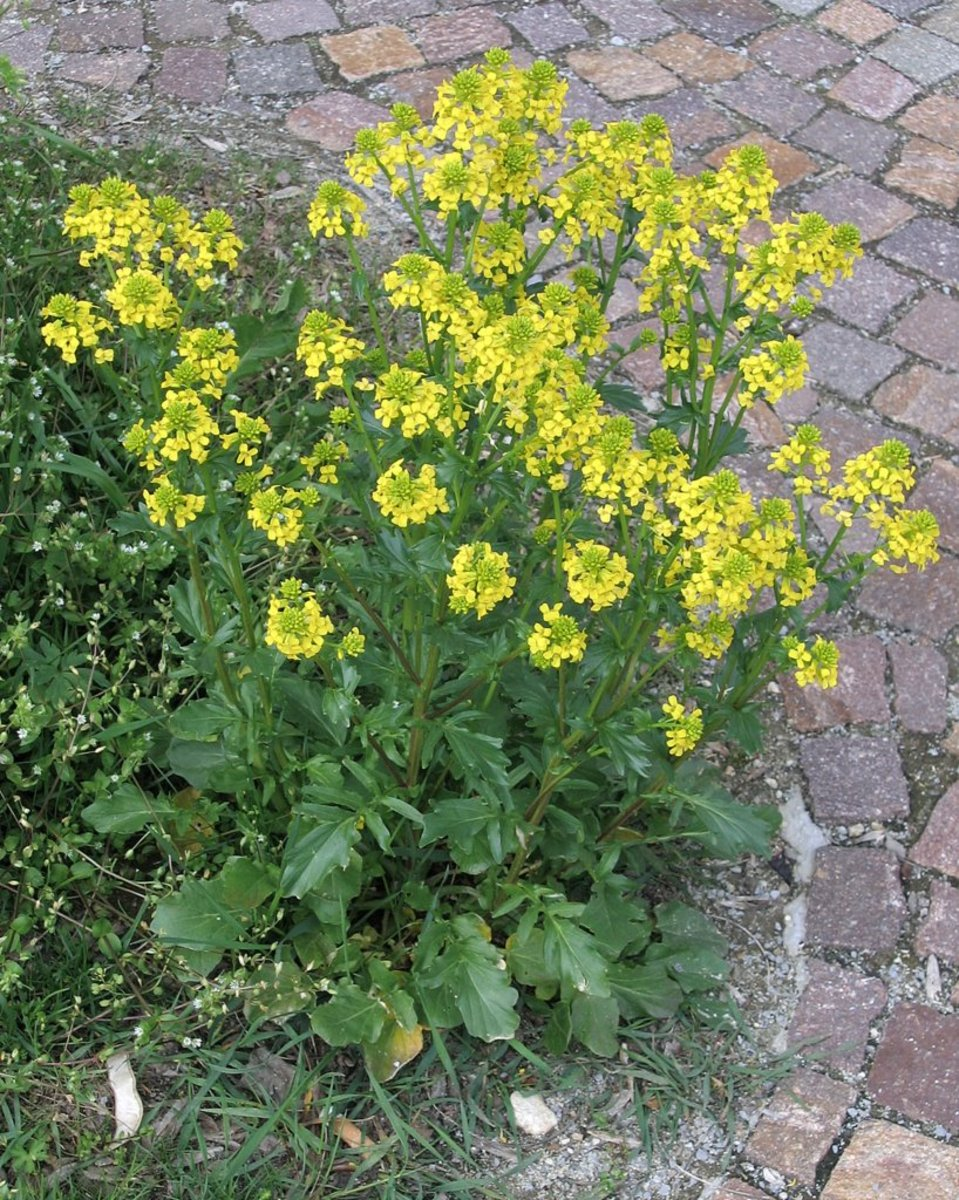
A mustárnövény (Brassica nigra) megvéd a fonalférgektől.
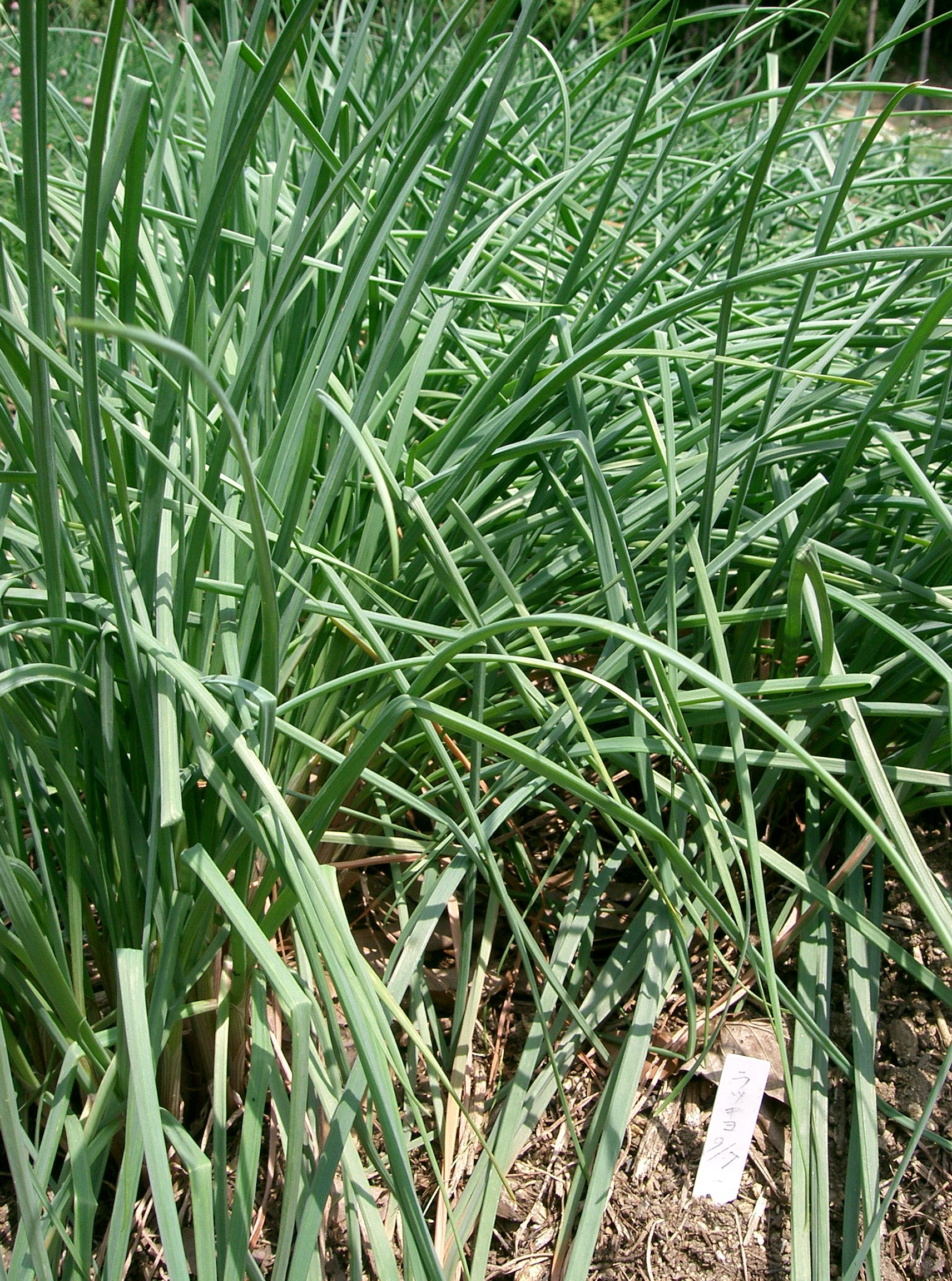
A hagymafélék (Allium sp.) megakadályozzák a rothadást.

### Gilisztakomposzt

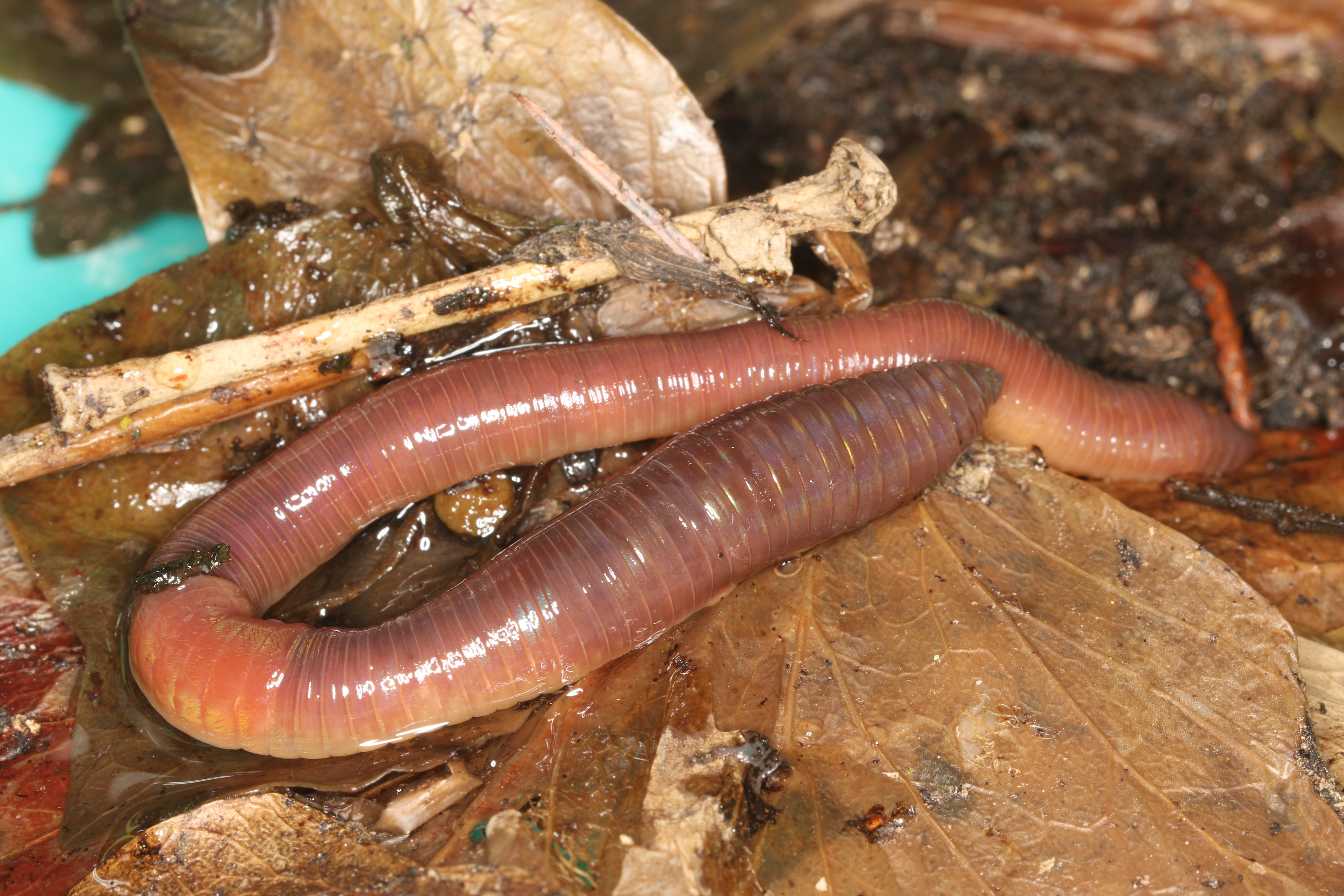
A nagy földigiliszta (Lumbricus terrestris) a kert minden részében hasznos.

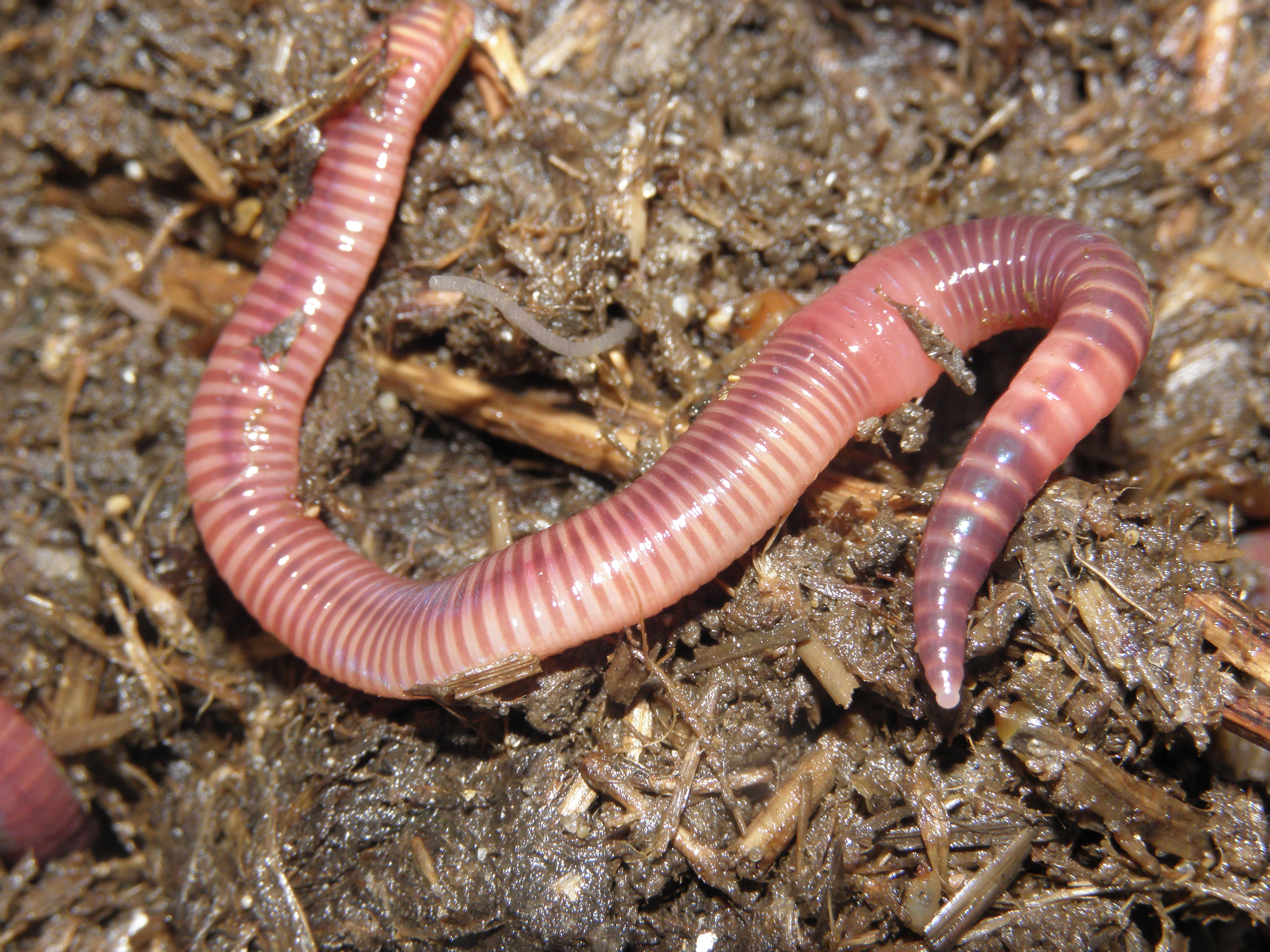
A vörös színű komposztféreg (Eisinia foetida) szinte akármilyen hulladékból képes komposztot csinálni.

Létrehozhatunk külön komposztot a giliszták felszaporítására. Ebbe a komposztba egyéb konyhai hulladékokat is tehetünk, amelyeket nem szórunk szét a kertben, mivel különböző állatokat vonzhatnak oda. Ezeket az anyagokat azért adhatjuk hozzá a gilisztakomposzthoz, mert ezt a halmot amúgy is alaposan le kell takarnunk földdel, a giliszták jobban szaporodnak ilyen, tápanyagokban gazdag, ugyanakkor hűvös és nedves helyen.
A gilisztákat tarthatjuk szabadon lévő és zárt komposztban is. A zárt komposztban is szükségük van azonban arra, hogy a levegő minden oldalról bejuthasson a földjükbe. A nyitott komposzt előnye, hogy benne más lebontó élőlények is gazdagon tenyésznek, mint például ászkák, százlábúak és férgek. A komposztból a kert többi részébe is érdemes széthordani a gilisztákat, ügyelve arra, hogy mindig elegendő példányt hagyjuk a komposztban, hogy ott szaporodni tudjanak. Nem igaz az a hiedelem, hogy a giliszták kárt okoznak a kertben avval, hogy megrágják a növények apró gyökereit, ez egyszerűen nem igaz.

### Komposztlevek
Komposztlevek vagy trágyalevek használatával olyan növények hatóanyagait hozhatjuk el a kertünkbe, amelyek amúgy nem feltétlenül vannak jelen benne. Komposztlevet úgy készíthetünk, hogy egy megfelelő, fa-, agyag- vagy betonedényt félig megtöltünk az adott növényi részekkel, majd felöntjük vízzel. A víz azonnal elindítja a természetes erjedési folyamatokat. A legjobb esővizet használni, de a csapvíz is jó. Az erjedés lassú, sebessége a hőmérséklettől függ. A folyamat elején a komposztlevet még közvetlenül használhatjuk öntözésre vagy a beteg részek kezelésére, később a folyamat során a lé egyre sűrűbb és büdösebb lesz. A szag ellen használhatunk kovakövet. Később a levet érdemes hígítani, de gyümölcsfák alá a télutón hígítás nélkül is önthetjük. A massza alkalmas a törzs betegségeinek és fagykárának kezelésére, a kéreg lekenésére. Az edényben visszamaradt anyagot a komposzthalomra tehetjük.

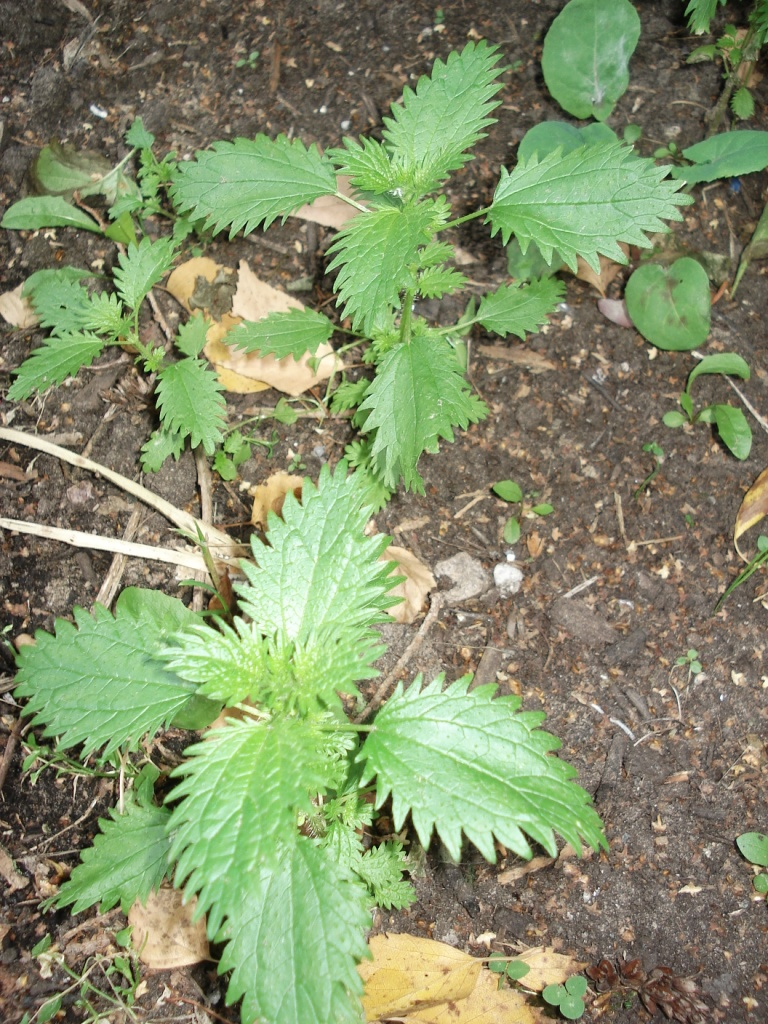
A csalánlé (Urtica urens) vasat, kovasavat, nyomelemeket tartalmaz.
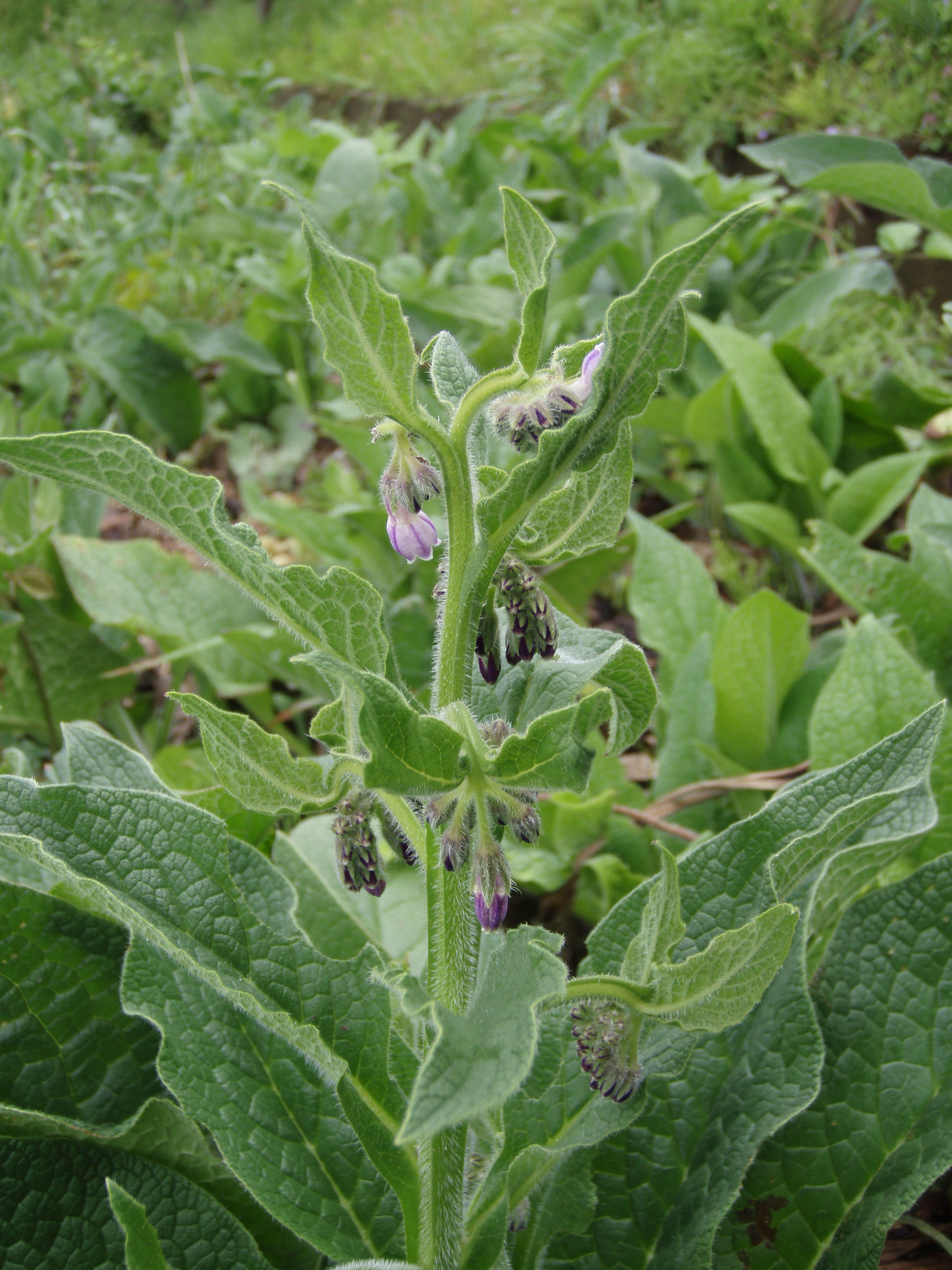
A fekete nadálytőlé (Symphytum officinale) tápláló, növekedés- és virágzásserkentő.
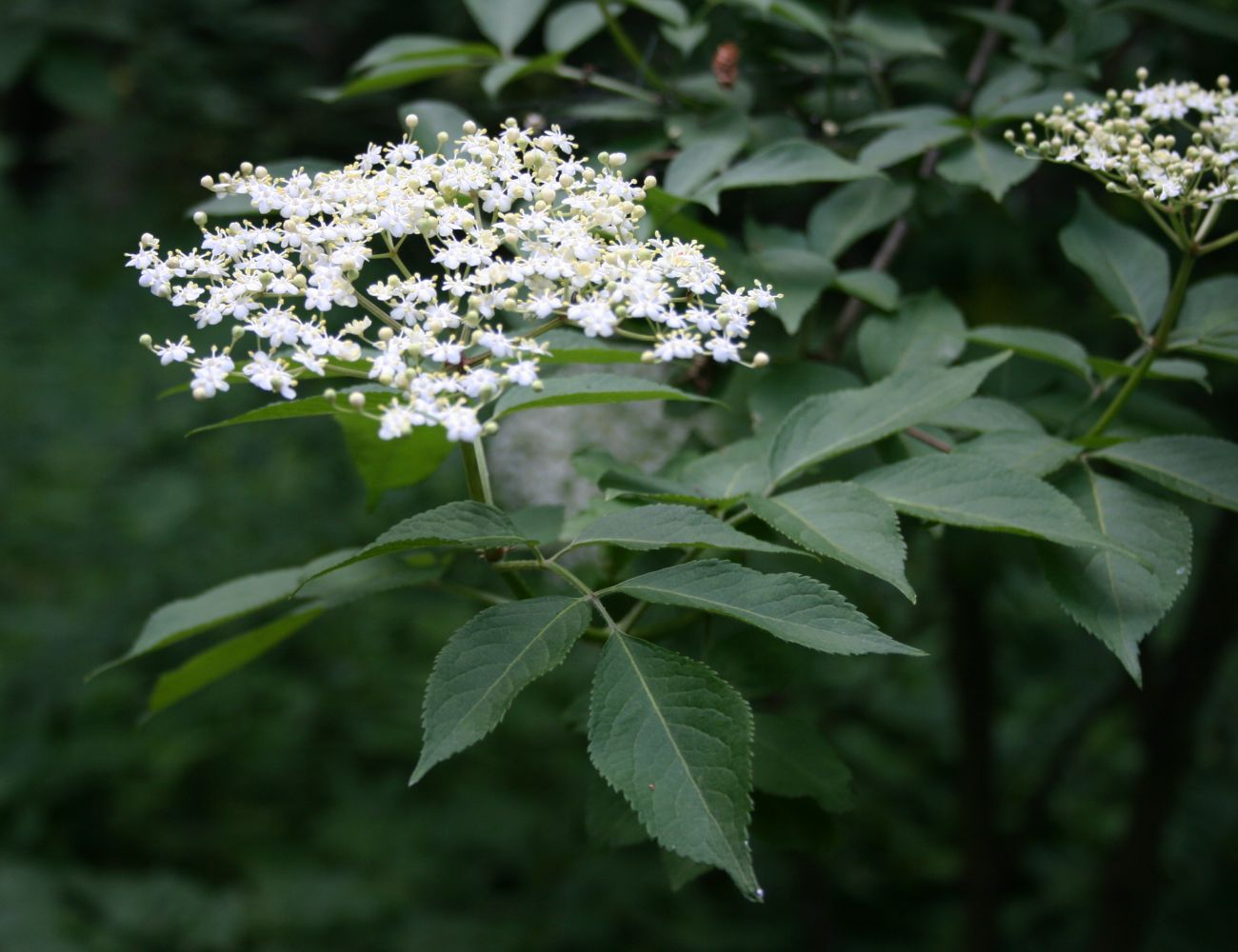
A bodzalé (Sambucus nigra) elűzi az egereket, pockokat, vakondokat.
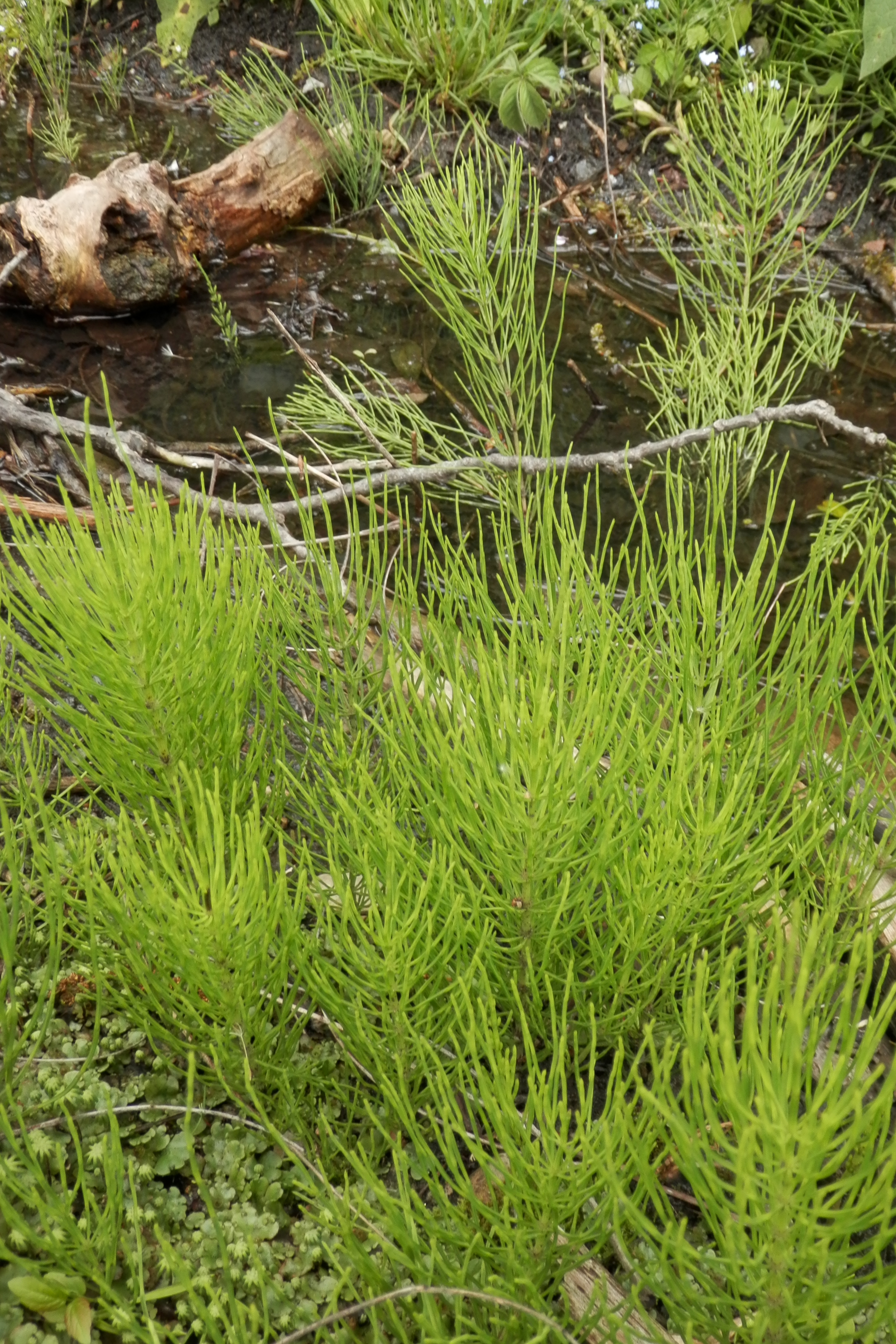
A zsurlólé (Equisetum sp.) megelőzi a növények rozsdásodását, a lisztharmatot.
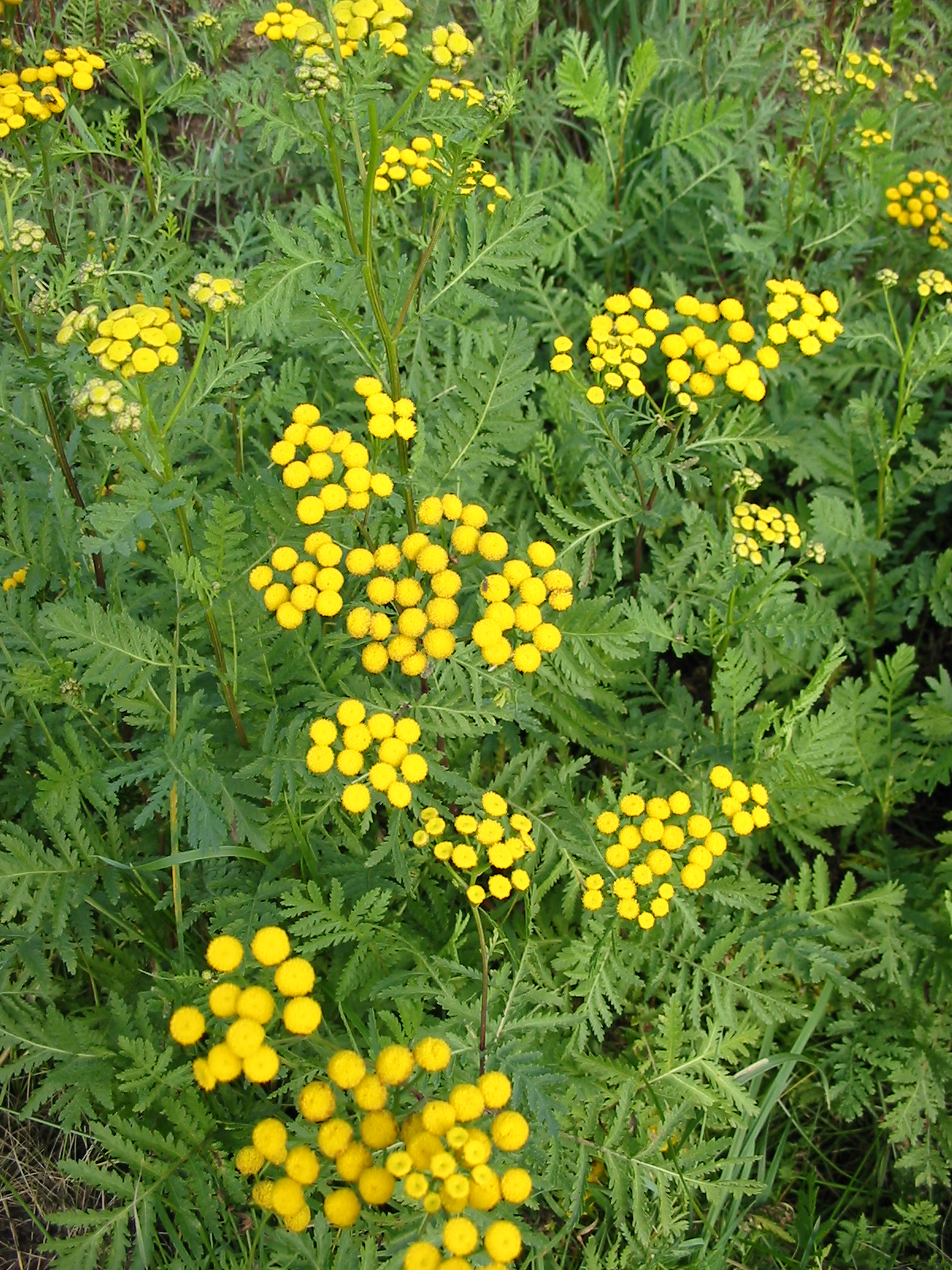
A gilisztaűző varádics (Chrysanthemum/Tanacetum vulgare) leve jó a fonalférgek és a gombás betegségek ellen.
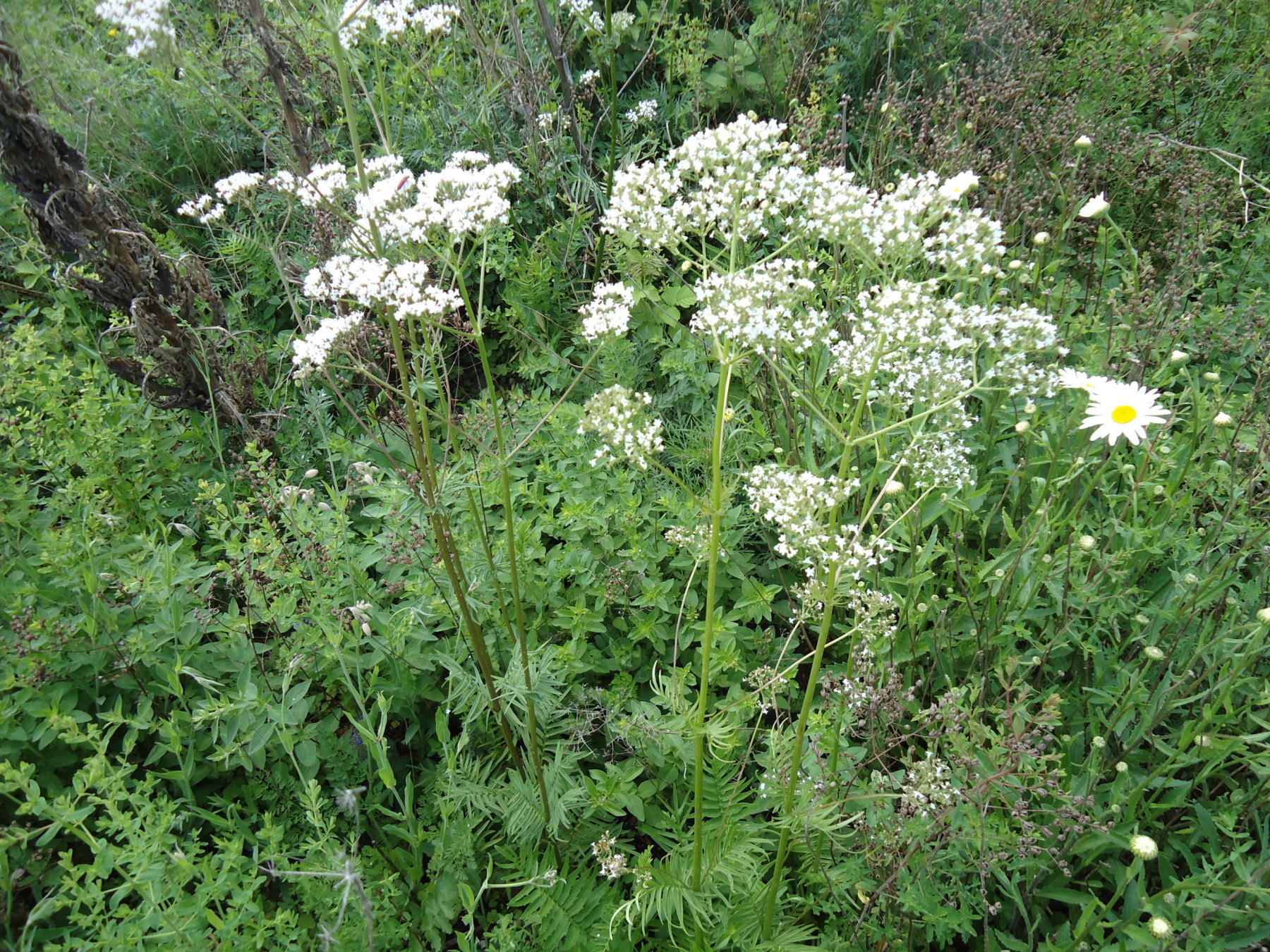
A macskagyökérlé (Valeriana officinalis) minden növény növekedésére jól hat.

## Vízvédelem
A biokertészkedés vízvédelme nem jelent mást, minthogy a vízzel a lehető legtakarékosabban bánunk, és a lehető leghatékonyabban használjuk fel. A legjobb az esővíz összegyűjtése, ugyanis ez teljesen más összetételű, mint a csapvíz. A csöpögtetéses módszer házilag is megoldható, és állandó, egyenletes vízellátottságot biztosít.
A takarással megfelelően védett talaj felfogja az esőt, és azt szűrve adja át a földnek, a harmatot is összegyűjti és megakadályozza a párolgást. Ha az így tartalékolt vízmennyiségen túl is vízre van szükségünk, akkor kizárólag a talajtakaró komposztot öntözzük, sose locsoljunk vizet közvetlenül  növényekre, kiváltképp ne a levelekre, mert ez kórokozókat terjeszt, főleg a lisztharmatot.
Ha nem tudjuk biztosítani a folyamatos öntözést, jobban tesszük, ha a frissen vett magvakat nem öntözzük be, a magok így is kikelnek, igaz, lassabban, de sokkal ellenállóbbak lesznek a szárazsággal szemben.